# Max Verstappen
Max Emilian Verstappen (Hasselt, 30 september 1997) is een Nederlands-Belgisch  autocoureur. Hij rijdt onder de Nederlandse vlag in de Formule 1 voor het team van Red Bull Racing. Op 12 december 2021 werd Verstappen de eerste Nederlandse Formule 1-wereldkampioen ooit. Hij prolongeerde zijn wereldtitel in 2022, 2023 en 2024. In 2022 won hij ook als eerste Nederlander (en als vierde autocoureur) ooit de Laureus Sportman van het Jaar-Award.

## Biografie
Verstappen werd geboren op 30 september 1997 in Hasselt, België. Zijn familie heeft een lange traditie in de autosport: zijn vader, Jos Verstappen, is een voormalig Nederlandse Formule 1-coureur, zijn Belgische moeder, Sophie Kumpen, was zowel actief als succesvol in karting en als autocoureur, en zijn achterneef Anthony Kumpen is een professioneel autocoureur uit België. Verstappen woont sinds oktober 2015 in Monaco.
Hij rijdt met een Nederlandse racelicentie omdat hij zich, naar eigen zeggen, 'meer Nederlands voelt'. Hij bracht meer tijd door met zijn vader dan met zijn moeder vanwege zijn kartactiviteiten en was altijd omringd door Nederlanders tijdens zijn jeugd in Maaseik, een Belgische stad aan de Nederlandse grens. Verstappen zei in 2015: “Ik woonde eigenlijk alleen maar in België om te slapen, maar overdag ging ik naar Nederland en had ik daar ook mijn vrienden. Ik ben als Nederlander opgevoed en zo voel ik me ook".
Verstappen begon op vierjarige leeftijd met karten. Hij mocht vanaf zijn zevende deelnemen aan kartwedstrijden. In 2014 maakte hij de overstap naar de autosport. Op 15 maart 2015 maakte hij zijn Formule 1-debuut tijdens de GP van Australië, voor Toro Rosso. Hiermee werd hij op 17-jarige leeftijd en 166 dagen de jongste debutant ooit in de Formule 1. Hij nam deel aan de Formule 1 meer dan een half seizoen voordat hij op zijn 18e verjaardag zijn rijbewijs voor de weg behaalde.
Een seizoen later behaalde hij op 15 mei 2016 zijn eerste podiumplaats in een GP, toen hij de GP van Spanje voor Red Bull Racing won. Hiermee werd hij op 18-jarige leeftijd en 228 dagen de jongste leider in een GP, de jongste coureur op het podium en de jongste winnaar van een GP tot op heden.
Daarnaast was hij de eerste Nederlandse winnaar in de Formule 1, de eerste Nederlander die naar een pole position reed en door het winnen van de Grand Prix van Monaco 2021 de eerste Nederlander die de leiding in de WK-stand pakte. Ook gemeten naar het aantal behaalde klassementspunten, is Verstappen de succesvolste Nederlandse Formule 1-coureur tot op heden.
Door het succes van Verstappen in de Formule 1 nam de publieke belangstelling in Nederland voor deze sport toe. Dit leidde ertoe dat de Formule 1 in september 2021 weer terugkeerde op het Circuit van Zandvoort.

## Carrière

### Karting

#### Belgische competitie en Benelux
Verstappen begon in 2005 op zevenjarige leeftijd met karten bij het Belgische Limburgse Karting Genk en werd direct kampioen in de Miniklasse van het Belgisch kampioenschap. In 2006 werd hij in dezelfde klasse weer kampioen door alle 21 races te winnen.
In 2007 won hij in de wat hogere Rotax Mini Max klasse alle 18 races. In 2008 kwam hij uit in drie kampioenschappen. Opnieuw in de Rotax Mini Max klasse won hij 16 van de 18 races. Daarnaast reed hij in het Beneluxkampioenschap in de Rotax Mini Max klasse, een competitie met 12 races in drie weekenden waarin hij 11 wedstrijden wist te winnen.
Omdat Verstappen 11 jaar werd gedurende het seizoen 2008, mocht hij ook uitkomen in de Cadetklasse in het Belgisch kampioenschap en werd ook daar kampioen met elf zeges in twaalf races. Vanwege zijn leeftijd kwam hij in 2009 noodgedwongen weer in dezelfde kampioenschappen uit als in 2008, en won ze allemaal.

#### KF3-klasse

##### 2010
In 2010 was Verstappen oud genoeg om uit te komen in de KF3-klasse. Hij deed mee aan diverse kampioenschappen in deze klasse: de Wintercup-wedstrijd in Lonato, het WSK Euro Series kampioenschap, het WSK World Series kampioenschap, het CIK-FIA European kampioenschap en de CIK-FIA World Cup.

##### 2011
In 2011 kwam hij in dezelfde klasse uit in de KF3 WSK Euro Series, het CIK-FIA European Championship en daarnaast nog een drietal raceweekenden. Hoewel hij een weekend van de WSK Euro Series miste vanwege een blessure, schreef hij het kampioenschap op zijn naam.

##### 2012
In 2012 kwam Verstappen uit in verschillende kartklasses: de KF2, de KF1 en de KZ2. Hij begon het seizoen weer in de KF2-klasse. Vanwege zijn leeftijd mocht hij later in 2012 voor het eerst meedoen aan de KF1-klasse, de hoogste klasse in het karting. Daarnaast debuteerde hij in de KZ2-klasse, een klasse met een handbediende versnellingsbak.
Verstappen was in de KF1-klasse erg snel maar viel tweemaal uit door problemen aan zijn kart. In de KZ2-klasse wist hij één overwinning te behalen, deze overwinning behaalde hij tijdens zijn debuut. De rest van het seizoen 2012 werd vooral gekenmerkt door ongelukken en mechanische pech. Hoewel hij in de kwalificaties snel was bleven mooie resultaten uit.
In de KF2-klasse leek Verstappen kampioen te worden, met twee overwinningen en een tweede en derde plaats. Echter, tijdens de kwalificaties van het tweede raceweekend was hij in botsing gekomen met de Britse coureur Benjamin Barnicoat toen die zijn koppositie probeerde terug te pakken door de bocht af te snijden. Beide rijders vielen hierdoor terug in het veld. De wedstrijdleiding besloot enkel Verstappen te straffen voor de actie.
Het team kondigde aan hiertegen in beroep te gaan, zodat hij alsnog als negende mocht starten voor de eerste finalerace. Nadat hij die gewonnen had, reed hij de laatste race op safe en werd derde. Toen bleek dat de protestprocedure niet correct gevolgd was, werd Verstappen uiteindelijk voor beide races uit de uitslag geschrapt. Omdat het slechtste resultaat van het kampioenschap wordt geschrapt, en hij dus uit beide races van tweede raceweekend was geschrapt, telde ook zijn tweede plaats in het eerste raceweekend niet. Hierdoor viel Verstappen terug naar de tiende plaats in het kampioenschap en werd Barnicoat kampioen.

##### 2013
In 2013 is Verstappen kampioen geworden in alle kartkampioenschappen waarin hij meedeed. Hij is onder andere wereldkampioen geworden in de KZ-klasse, waarbij de coureurs in schakelkarts rijden. Ook werd hij derde in de KF-klasse, waarbij hij de eerste race won, maar gediskwalificeerd werd in de tweede race in Bahrein door een botsing met Nicklas Nielsen. Hij sloot hiermee een goed jaar af.
Na afloop van het seizoen testte Verstappen met verschillende teams uit de Eurocup Formule Renault 2.0. Op 18 december 2013 maakte hij ook zijn testdebuut in de Formule 3. Op uitnodiging van Team Motopark mocht hij twee dagen testen op het circuit van Valencia in Spanje.

### Formulewagens

#### Florida Winter Series
Verstappen maakte in 2014 zijn autosportdebuut op uitnodiging van de Ferrari Driver Academy in de Florida Winter Series, waar kampioenen uit verschillende kart- en autosportklassen het in Formule Abarth-bolides tegen elkaar opnamen gedurende twaalf races. Op 5 februari won Verstappen op de Palm Beach International Raceway zijn eerste race in dit kampioenschap tijdens het tweede raceweekend, na gestart te zijn vanaf poleposition. Op 19 februari won hij ook een race op Homestead-Miami Speedway door de Canadese coureur Nicholas Latifi met vier duizendste van een seconde te verslaan.

#### Formule 3

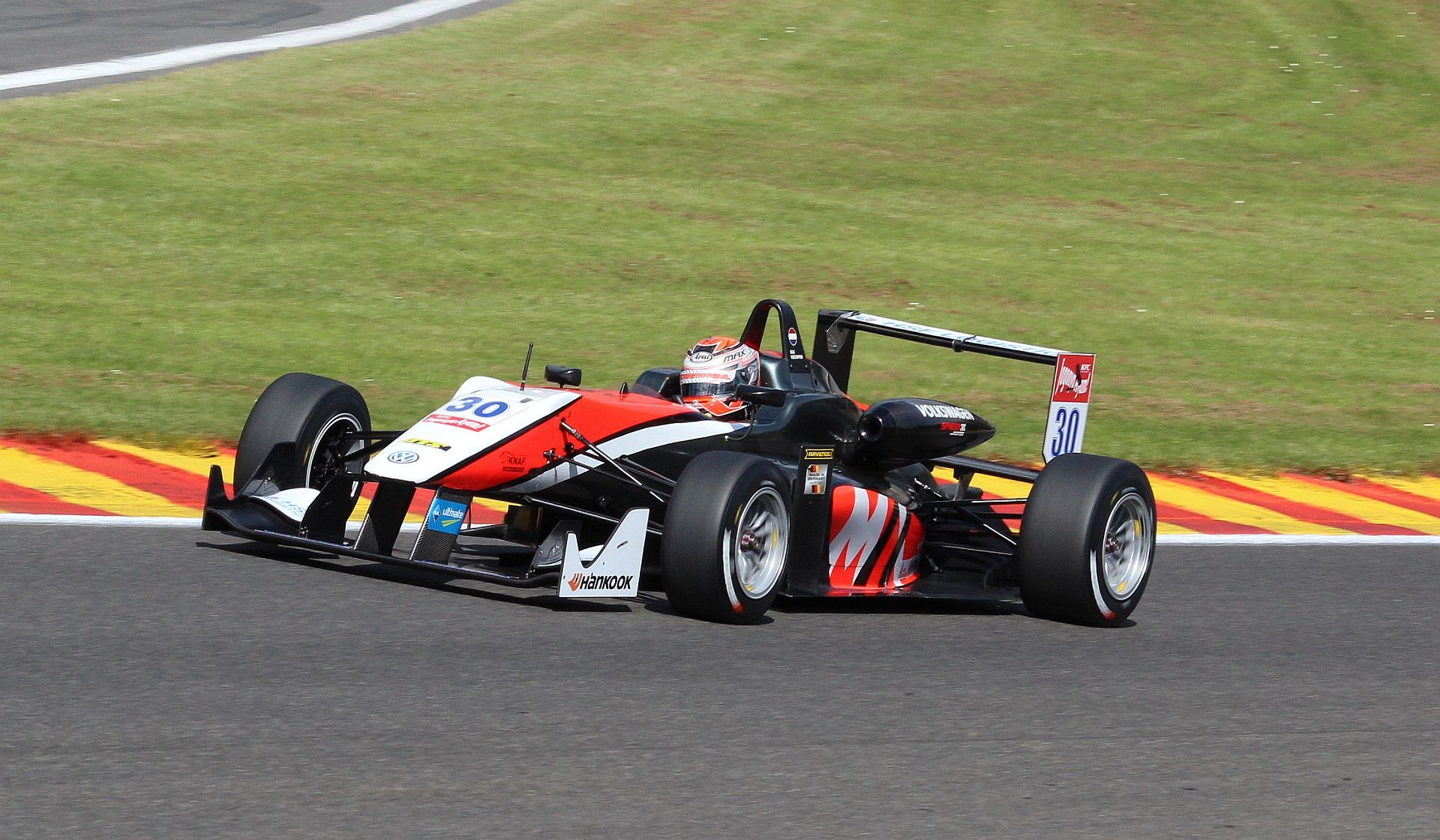
Verstappen in de Formule 3

Verstappen maakte in het Europees Formule 3-kampioenschap 2014 zijn officiële autosportdebuut voor Van Amersfoort Racing. Op 4 mei won hij in zijn zesde Formule 3-start de derde race op de Hockenheimring na van pole positie gestart te zijn. Ook in de tweede race stond hij op pole, maar hier moest hij voor de start van de race opgeven vanwege een probleem met zijn versnellingsbak. Op Spa-Francorchamps werd hij de eerste coureur in 2014 die drie overwinningen in één weekend behaalde. Een week later op de Norisring won hij opnieuw drie races op rij. Op de Nürburgring won hij zijn achtste race.
Tevens won Verstappen in de Masters of Formula 3 2014, de titel op het Circuit Park Zandvoort voor het team van Motopark Academy. Hij startte de race van pole position en won met zes seconden voorsprong op zijn Europees Formule 3-teamgenoot Jules Szymkowiak.

#### Formule 1

##### 2014
Op 12 augustus 2014 werd bekendgemaakt dat Verstappen per direct onderdeel uitmaakte van het Red Bull Junior Team. Een dag later werd bekend dat Verstappen in 2015 voor het satellietteam van Red Bull, Toro Rosso in de Formule 1 zou uitkomen. Op 18 augustus werd dat nieuws ook officieel bevestigd door Red Bull. Hij verving bij het Italiaanse team Jean-Éric Vergne en werd de teamgenoot van de eveneens debuterende Carlos Sainz jr.
Op 26 augustus 2014 reed hij voor het eerst in een Formule 1-auto op de Rockingham Motor Speedway In Engeland, ter voorbereiding op de VKV City Racing in Rotterdam, waar hij een demonstratie gaf. Op 10 september reed Verstappen 395 kilometer op de Adria International Raceway met de Toro Rosso uit 2012 om zich te kunnen kwalificeren voor een superlicentie.
Op 29 september kon hij deze superlicentie in ontvangst nemen, waarna direct bekend werd dat hij tijdens de GP van Japan zijn eerste vrije training in de Formule 1 mocht rijden voor Toro Rosso als vervanger van Jean-Éric Vergne. Met 17 jaar en 3 dagen was hij hiermee de jongste coureur die ooit in actie kwam tijdens een Formule 1-weekeinde, ruim twee jaar jonger dan de vorige recordhouder Sebastian Vettel. Tijdens deze vrije training zette Verstappen de 12e tijd neer en gaf hiermee slechts vier tienden toe op teamgenoot Daniil Kvjat. Hij moest wel enkele minuten voor het eind van de training zijn auto langs de baan zetten vanwege een probleem met de motor.

##### 2015

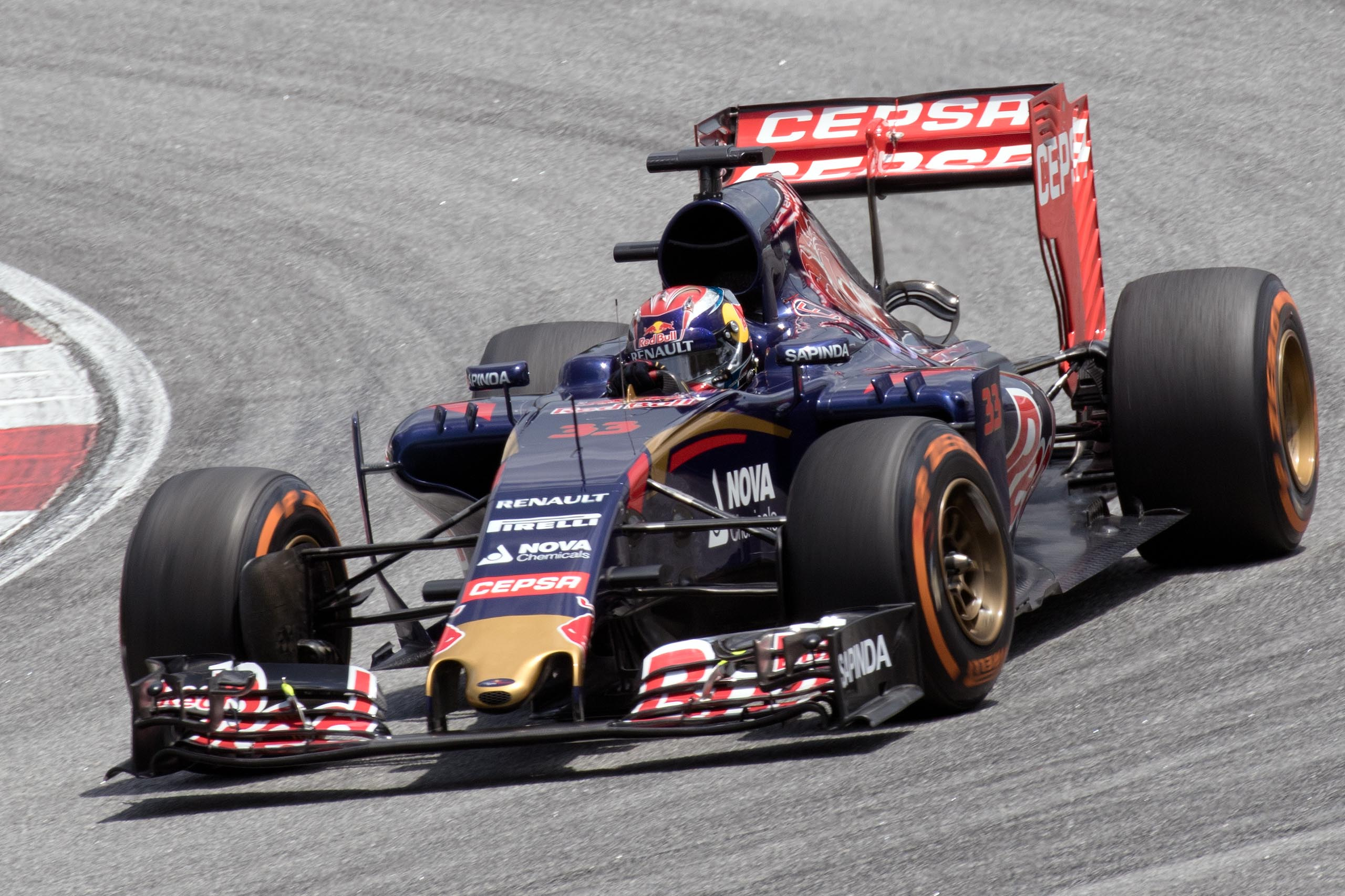
Verstappen in de STR10 tijdens de GP van Maleisië 2015

Verstappen maakte op 15 maart 2015 zijn Formule 1-debuut tijdens de GP van Australië in Melbourne in de Toro Rosso STR10. Gedurende het seizoen 2015 reed Verstappen met startnummer 33. In zijn eerste race reed Verstappen in negende positie, toen hij getroffen werd door een motorprobleem.
In zijn tweede race op 29 maart scoorde hij zijn eerste WK-punten door als zevende te finishen tijdens de GP van Maleisië. Hij werd daarmee de jongste coureur ooit die dit presteerde. Verstappen eindigde het seizoen op de 12e plaats in het kampioenschap. Zijn beste resultaten waren twee vierde plaatsen tijdens de GP van Hongarije en de GP van de Verenigde Staten. Veel teambazen waren onder de indruk van de diverse bijzondere inhaalacties die hij onder andere liet zien in de GP van België.
Aan het einde van het jaar ontving hij een aantal prijzen: hij kreeg de Rookie of the Year award, de prijs voor de beste inhaalactie van het seizoen, de FIA Action of the Year award en de FIA Personality of the Year award.

##### 2016

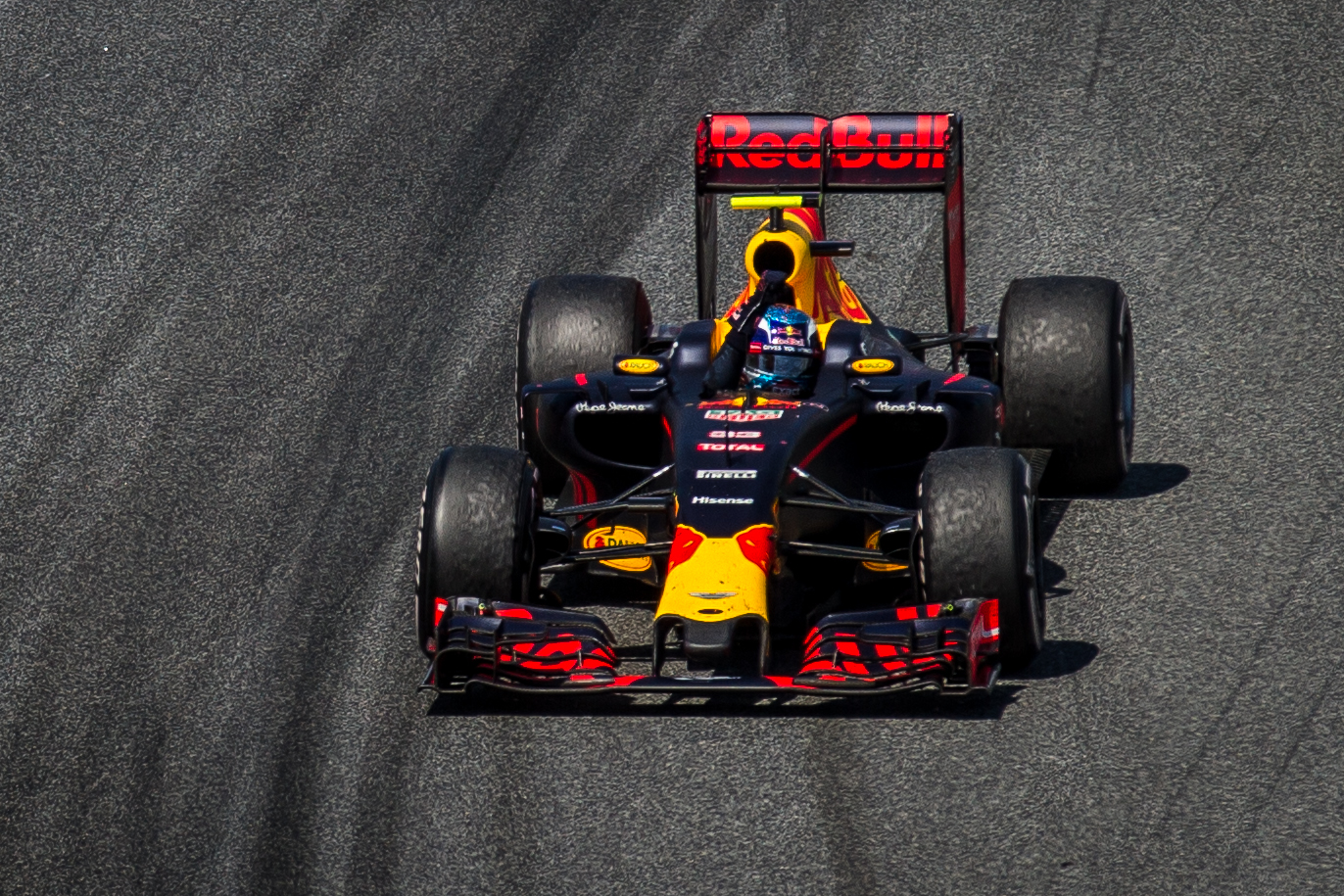
Verstappen wint de GP van Spanje in 2016 met de RB12

Verstappen komt in zijn tweede Formule 1-seizoen wederom uit voor het team van Scuderia Toro Rosso; teamgenoot blijft de Spanjaard Carlos Sainz jr. In 2016 komen de rijders in actie in de  Toro Rosso STR11, die wordt aangedreven met een Ferrari V6-motor uit 2015. In de eerste races van het seizoen eindigde hij achtereenvolgens als tiende, zesde en achtste, alvorens in de Grand Prix van Rusland vanaf een zesde plaats uit te vallen met een motorprobleem. Op 5 mei 2016 maakte Red Bull Racing bekend dat Verstappen per direct de plaats van Daniil Kvjat overnam. Als reden werd gegeven dat Kvjat de druk niet aan kon; hij werd gewisseld naar het team van Toro Rosso.
Tijdens de kwalificatie voor de GP van Spanje, zijn debuut in een Red Bull RB12, bereikte hij de vierde startpositie. Een dag later, op zondag 15 mei, won hij de race en werd hij, op de leeftijd van 18 jaar en 228 dagen, zowel de eerste Nederlandse als de jongste winnaar ooit van een Formule 1-grand prix. Met zijn kwalificatie op de tweede positie voor de GP van België haalde hij het beste kwalificatieresultaat ooit voor een Nederlander, voor Jan Lammers zijn vierde plaats tijdens de GP van de Verenigde Staten-West in Long Beach, in 1980.
Tijdens de GP van Brazilië reed Verstappen een opvallende inhaalrace onder zeer natte omstandigheden. Na een extra benodigde pitstop (zijn vijfde in de race) om van intermediates terug naar regenbanden te wisselen bevond hij zich op de 16e plaats in de wedstrijd. Met slechts 16 rondes te gaan begon hij aan een inhaalrace die hem tot op de derde plaats bracht. Hij ontving veel lof van zijn teambaas Christian Horner die het "een van de beste rijderprestaties die ik ooit in de Formule 1 gezien heb" noemde.
In 2016 is er ook kritiek op zijn rijgedrag, waarmee andere coureurs in gevaar gebracht zouden worden.

##### 2017

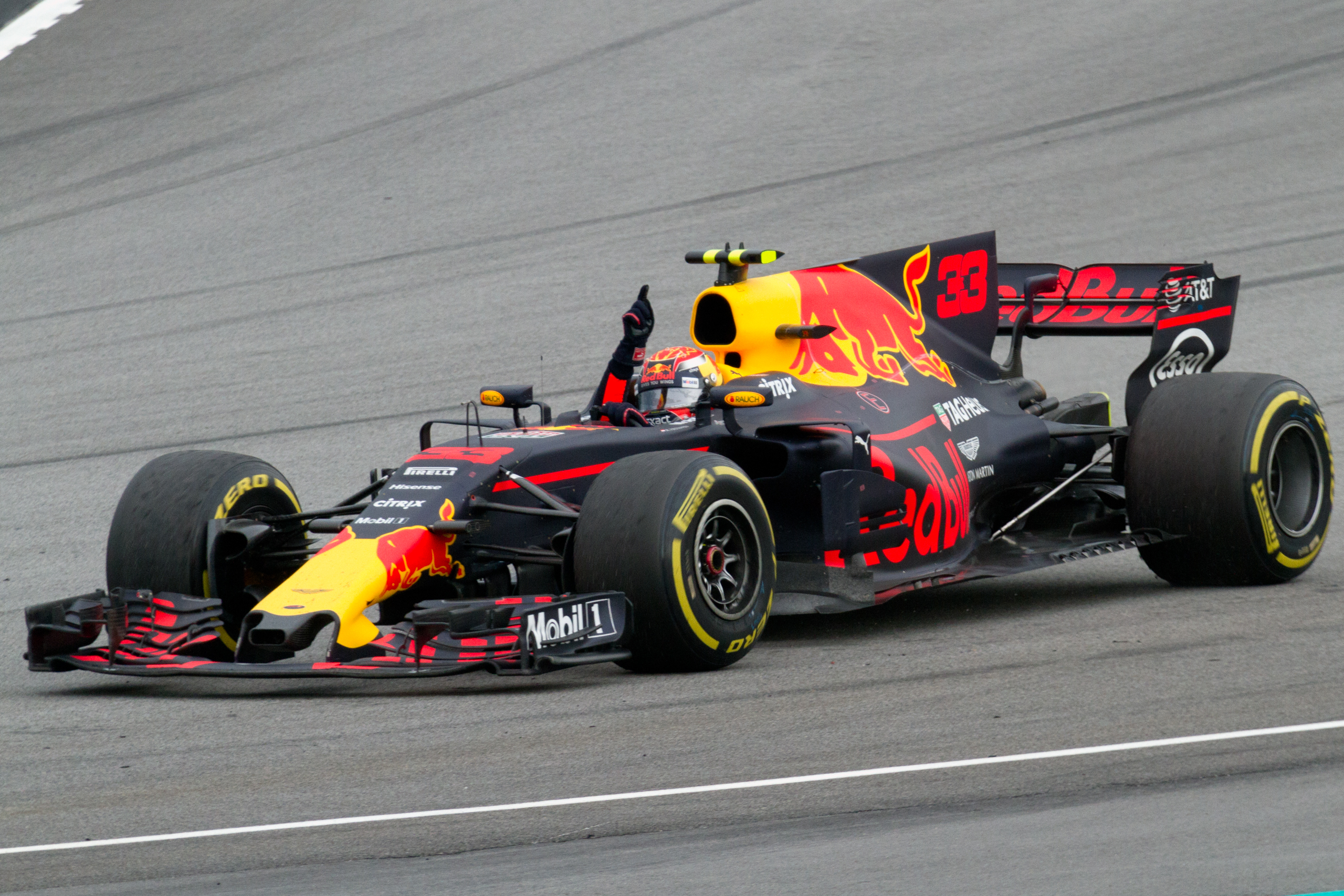
Verstappen wint de laatste GP van Maleisië in 2017 met de RB13

De vijfde plaats was in 2017 vaak het lot van Max Verstappen met de Red Bull RB13. De nieuwe reglementen pakten goed uit voor Ferrari dat weer op de kaart stond in de Formule 1, ten koste van met name Red Bull Racing. In de GP's van Australië, Rusland en Monaco eindigde Verstappen als vijfde. In de GP van China startte hij door motorproblemen op de 16e plaats, maar werd hij uiteindelijk toch nog derde. In de eerste ronde won hij al negen plaatsen. De GP's van Bahrein, Spanje, Canada, Azerbeidzjan, Oostenrijk, België en Singapore reed hij niet uit.
In Bahrein begaven de remmen het, in Spanje botste Verstappen in de eerste bocht op Kimi Räikkönen, in Singapore was hij bij de start betrokken bij een ongeluk met Räikkönen en Sebastian Vettel, in Canada, Azerbeidzjan, Oostenrijk en België viel Verstappen uit door technische problemen. In de GP van Maleisië won hij zijn tweede Formule 1-race door vroeg in de wedstrijd de van pole position vertrokken Lewis Hamilton in te halen en deze achter zich te houden. Eind oktober wist hij ook de GP van Mexico op zijn naam te schrijven. Verstappen eindigde het seizoen 2017 uiteindelijk als zesde.

##### 2018

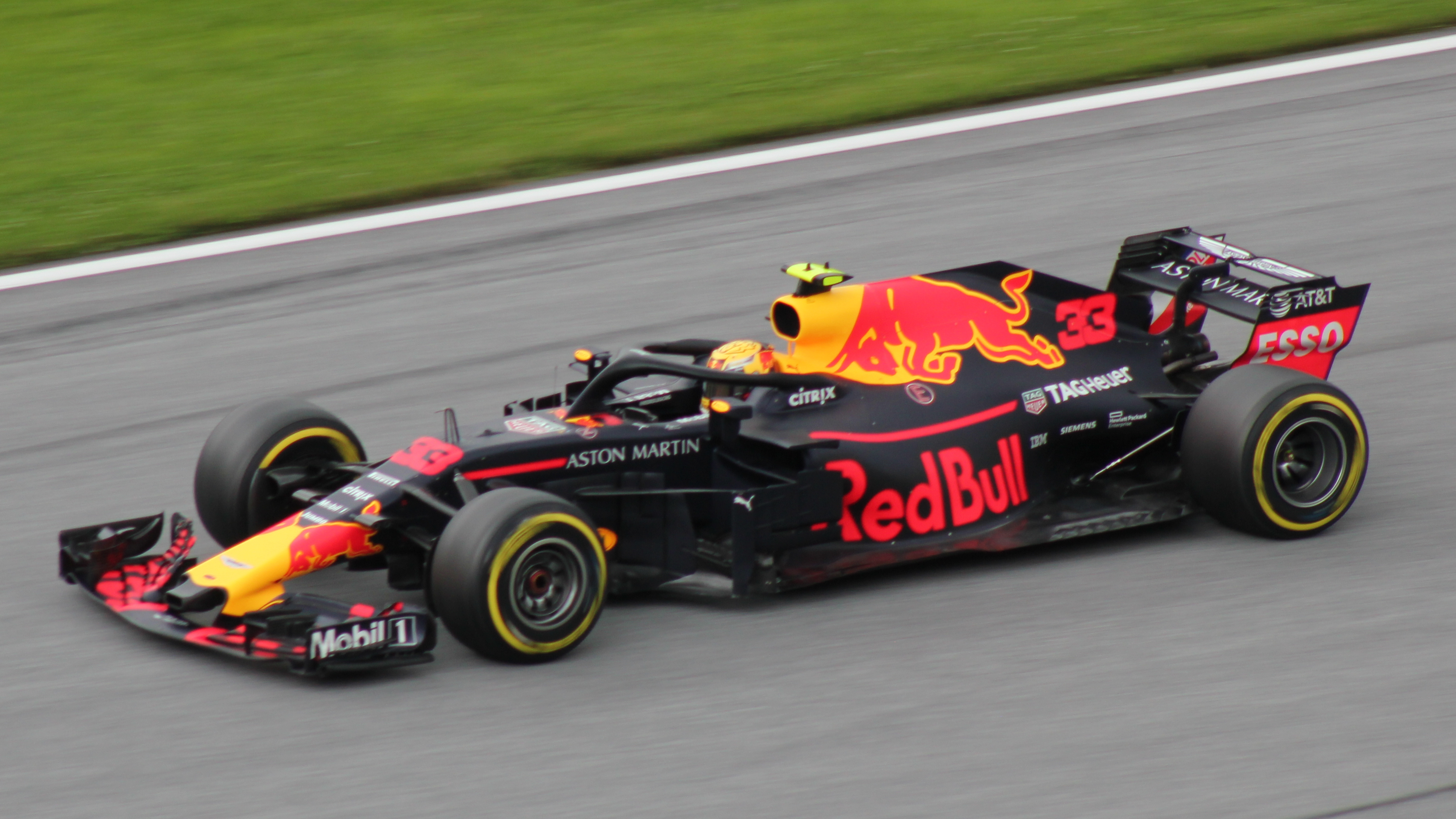
Verstappen tijdens de GP van Oostenrijk in 2018

Verstappen reed in het seizoen 2018 met de Red Bull RB14. Het chassis van de auto leek op de limiet ontworpen, maar met name in de eerste helft van het seizoen waren er veel problemen met motor en aandrijving. Door een sterke tweede seizoenshelft behaalde hij toch een persoonlijk record met elf podiums.
Hij moest door technische problemen en rijdersfouten tot de vijfde race in Spanje wachten op zijn eerste podium. Na een moeizaam weekend in Monaco keerde hij in de GP van Canada terug op het erepodium met een derde plaats. In de daaropvolgende race in Frankrijk eindigde hij als tweede. Tijdens de GP van Oostenrijk op de Red Bull Ring behaalde hij zijn eerste overwinning van het seizoen.
Na een aantal moeilijke races behaalde Verstappen na de zomerstop in de GP van België zijn eerste podium op Spa-Francorchamps met een derde plaats. In de GP van Japan werd hij na aanvaringen met Vettel en Räikkönen derde in de race. In de GP van Verenigde Staten moest hij vanaf de 19e plaats starten, nadat zijn ophanging het tijdens de kwalificatie had begeven, maar hij eindigde toch als tweede.
In de GP van Mexico behaalde hij, net als in 2017, zijn tweede zege van het seizoen. In de daaropvolgende race, de GP van Brazilië, lag hij ook lange tijd aan de leiding, maar na een botsing met achterblijver Esteban Ocon eindigde hij als tweede. Tijdens de laatste race van het seizoen, de GP van Abu Dhabi, stond hij met een derde plaats opnieuw op het podium.
Met 249 punten kende Verstappen zijn meest succesvolle Formule 1-seizoen tot dan toe en werd hij vierde in het kampioenschap. Hij werd dit seizoen het vaakst van alle coureurs uitgeroepen tot Driver of the Day. Zesmaal ontving hij de meeste stemmen van de mondiale fans.

##### 2019

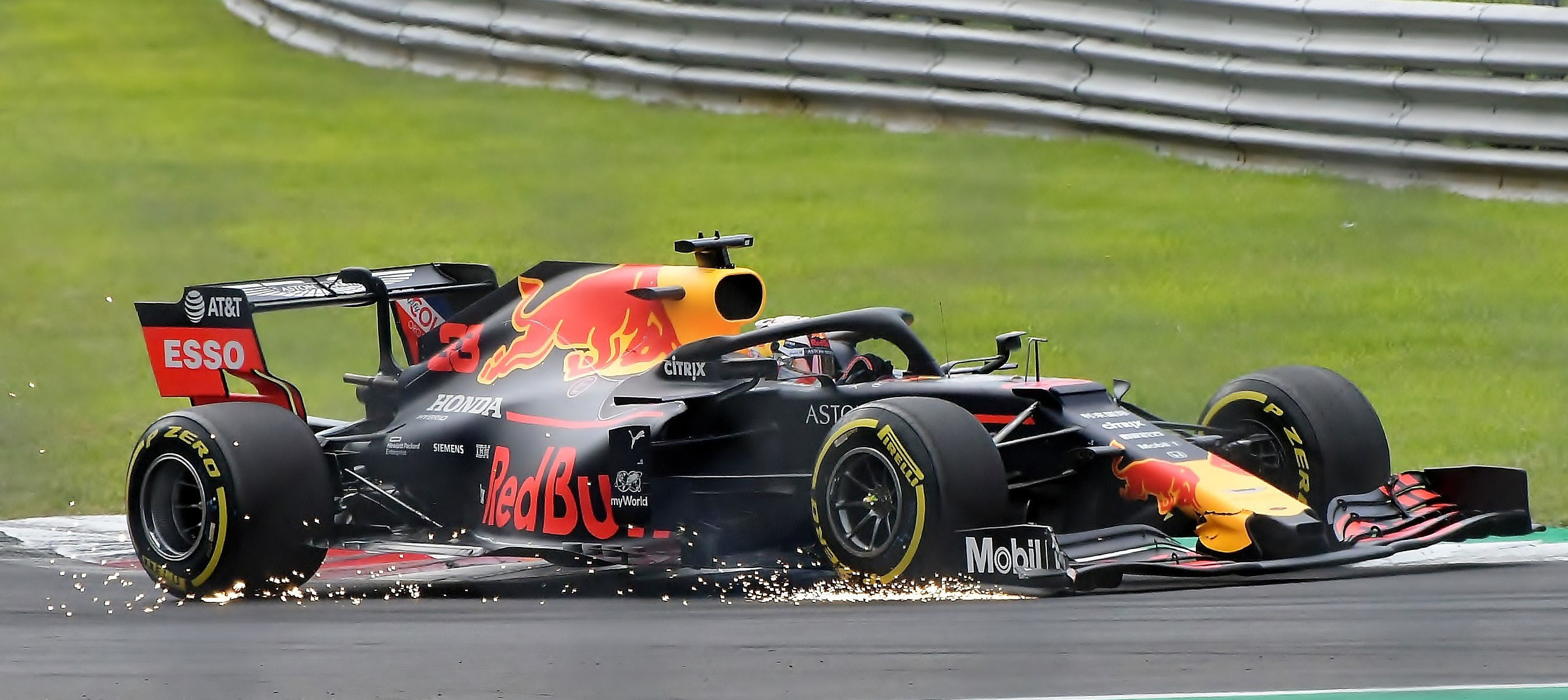
Verstappen in de RB15 tijdens de GP van Italië in 2019

Verstappen kwam in seizoen 2019 wederom voor het Red Bull team uit. Dit jaar in de Red Bull RB15, die in tegenstelling tot voorgaande RB’s niet was uitgerust met een Renault motor maar met een krachtbron van het Japanse Merk Honda.
De samenwerking van Red Bull en Honda begon positief en werd bezegeld met een podiumplaats van Verstappen in Australië.
De Nederlander maximaliseerde ook in de races daarna, in de meeste gevallen met een vierde plek.
Gedurende het seizoen werd gestaag vooruitgang met de motor geboekt en in de GP van Oostenrijk was ook een flinke stap gezet met het chassis van de auto. Na een slechte start viel Verstappen eerst ver terug in de rangschikking, maar reed daarna een opvallende inhaalrace. Een paar ronden voor het einde meldde Verstappen zich aan de staart van Leclerc, die van pole was gestart en de race vanaf de start had gecontroleerd. Na een eerste inhaalpoging die nog werd afgeslagen lukte het kort daarna wel om Leclerc in te halen en finishte Verstappen als eerste.
In de GP van Groot-Brittannië leek een podiumplek voor Verstappen haalbaar, maar Vettel raakte de Red Bull van de Nederlander die hem net voorbij was gereden. Verstappen hield echter nog wel een prijs over aan de race op Silverstone: zijn harde duel met Leclerc leverde hem de “FIA Action of the Year Award” op. In de GP van Duitsland kwam de tweede overwinning van het seizoen. In een zeer onderhoudende race met veel slippartijen en uitvallers bleef Verstappen overeind op de eerst kletsnatte, later opdrogende, baan. In de GP van Hongarije schreef Verstappen historie door als eerste Nederlander ooit een pole-position in de Formule 1 te pakken. Hij eindigde in de race uiteindelijk als tweede, achter Hamilton.
In de GP van België kwam Verstappen bij de eerste bocht in botsing met Raikkonen en belandde even verderop in de muur bij Eau Rouge.
In de GP van Italië was Red Bull verrassend competitief, maar moest Verstappen een gridstraf incasseren voor het wisselen naar een nieuwe motor. Door contact met een andere auto in de race, waardoor Verstappen gelijk naar de pits moest, eindigde hij op de achtste plaats. In de GP van Singapore, na de zomerstop, werd weer een podium behaald: derde. Ook voor de GP van Mexico, waar Verstappen afgelopen twee jaar de overwinning behaalde, waren de verwachtingen van Red Bull-Honda hooggespannen. Het weekend liep ook op rolletjes tot de laatste seconden van de kwalificatie. Verstappen was op weg naar de pole, maar zag aan het einde van de winnende rit een gele vlag over het hoofd, waardoor uiteindelijk deze pole positie werd ontnomen. In de race zelf moest Verstappen zich, na een lekke band, terug knokken en finishte als zesde.
Met een derde plek in de GP van de Verenigde Staten, een overwinning in de GP van Brazilie en een sterke tweede plek in de GP van Abu Dhabi wist Verstappen uiteindelijk toch beide coureurs van het sterker geachte Scuderia Ferrari achter zich te laten in het kampioenschap.
Met drie overwinningen, twee officiële pole-positions en een derde plek in het kampioenschap was 2019 het beste Formule 1-seizoen van Verstappen tot dan toe.

##### 2020

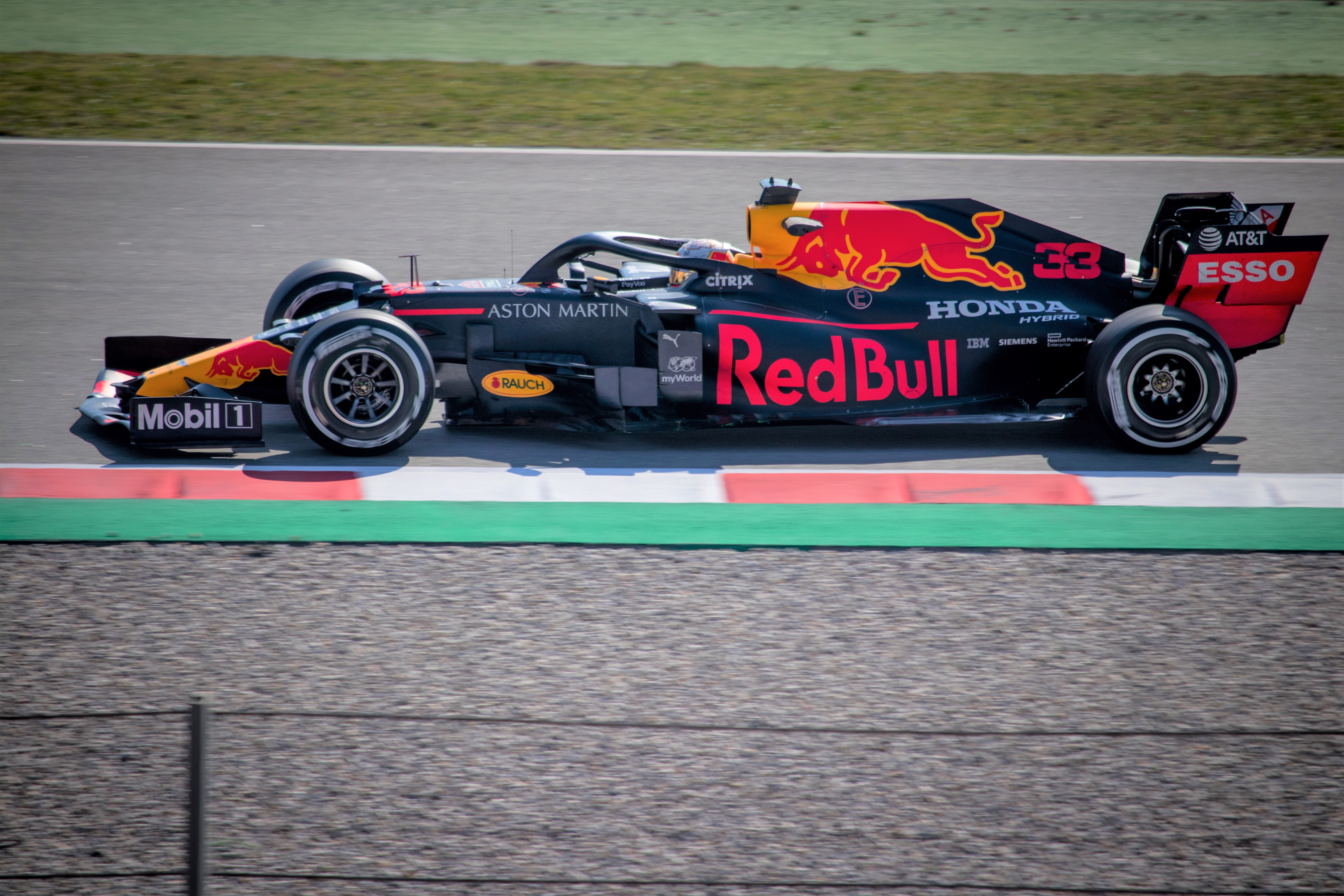
Verstappen in de RB16 tijdens de wintertestsessie in Barcelona

Verstappen kwam in het seizoen 2020 weer uit voor Red Bull. Tijdens de wintertests leek de nieuwe RB16 een geduchte tegenstander voor Mercedes. Teambaas Christian Horner bevestigde dat dit het seizoen is om Mercedes aan te vallen. Vanwege de coronapandemie zijn er veel veranderingen op de kalender. Het seizoen begon dan ook met twee grand prixs op de Red Bull Ring in Oostenrijk. Tijdens de vrije trainingen van de eerste race bleek echter al snel dat Mercedes wederom zeer sterk uit de winter was gekomen. De race eindigde voor Verstappen desastreus vanwege problemen met de Hondamotor.
In de tweede race op de Red Bull Ring (Grand Prix Stiermarken) leek Honda de motorproblemen opgelost te hebben. Verstappen reed deze race wel uit en eindigde zelfs op een derde plaats. Na twee races in Oostenrijk verplaatste de Formule 1 zich naar de Hungaroring te Hongarije. Het hele weekend leek Red Bull geplaagd door problemen met de aerodynamica, die ze maar niet opgelost kregen. De kwalificatie eindigde teleurstellend in een zevende plek voor Verstappen. Op zondag maakte Verstappen tijdens het rijden naar de grid op de natte baan een fout, waardoor hij eindigde in de bandenstapel. Met een afgebroken voorvleugel en schade aan de wielophanging wist Verstappen nog naar de grid te rijden. Daar wisten de monteurs de schade onder tijdsdruk net op tijd voor de race te repareren. Hiervoor zou men normaal gesproken veel meer tijd kwijt zijn geweest. Verstappen kon de race starten vanaf de zevende plek en wist mede door een goede start op plek twee te eindigen.
Voor de twee races op Silverstone liet Red Bull weten updates te hebben meegenomen, die de problemen met de aerodynamica zouden moeten oplossen. Alhoewel de meegebrachte updates bleken te werken, was Mercedescoureur Hamilton tijdens de eerste kwalificatie op Silverstone meer dan een seconde te snel voor de Red Bull van Verstappen, die deze eerste race op Brits grondgebied daarom als derde aanving. Verstappen reed vervolgens “een race in niemandsland" achter de beide Mercedesauto's aan en met een enorm gat naar de nummer vier. In de slotfase werd het echter toch nog spannend voor Verstappen omdat eerst Bottas, en daarna ook Hamilton lek reden. Bottas eindigde door de noodzakelijke pitstop buiten de punten, Hamilton wist, rijdend met een lekke linker voorband, toch nog als eerste de finish te halen. Verstappen finishte als tweede. De tweede race in Engeland was eveneens op Silverstone en kreeg een speciale naam vanwege het zeventigjarig jubileum van de Formule 1. Wederom was Mercedes in de kwalificatie te snel voor Red Bull, maar in de race wist Verstappen door sterke bandenstrategie (Verstappen startte op de harde band) en -management met elf seconden voorsprong op de beide Mercedessen te finishen en realiseerde daarmee zijn negende grand-prixoverwinning. Het weekend daarop volgend werd er geracet in Spanje. Ondanks de relatief hoge temperaturen bij deze race (normaal wordt er in Spanje in het voorjaar gereden) waarbij men Verstappen weer goede kansen toebedacht kon hij niet nogmaals beide bolides van Mercedes achter zich houden. Wel lukte het hem vanaf een derde startpositie bij de start Bottas in te halen en als tweede te eindigen.
Samenvattend, Verstappen behaalde in 2020 11 podiumplaatsen (even veel als in 2018) waarvan twee overwinningen. In alle races die hij beëindigde behaalde hij een podium, behalve tijdens de GP van Turkije waar hij zesde werd. Vijf keer haalde Verstappen de eindstreep niet.

##### 2021

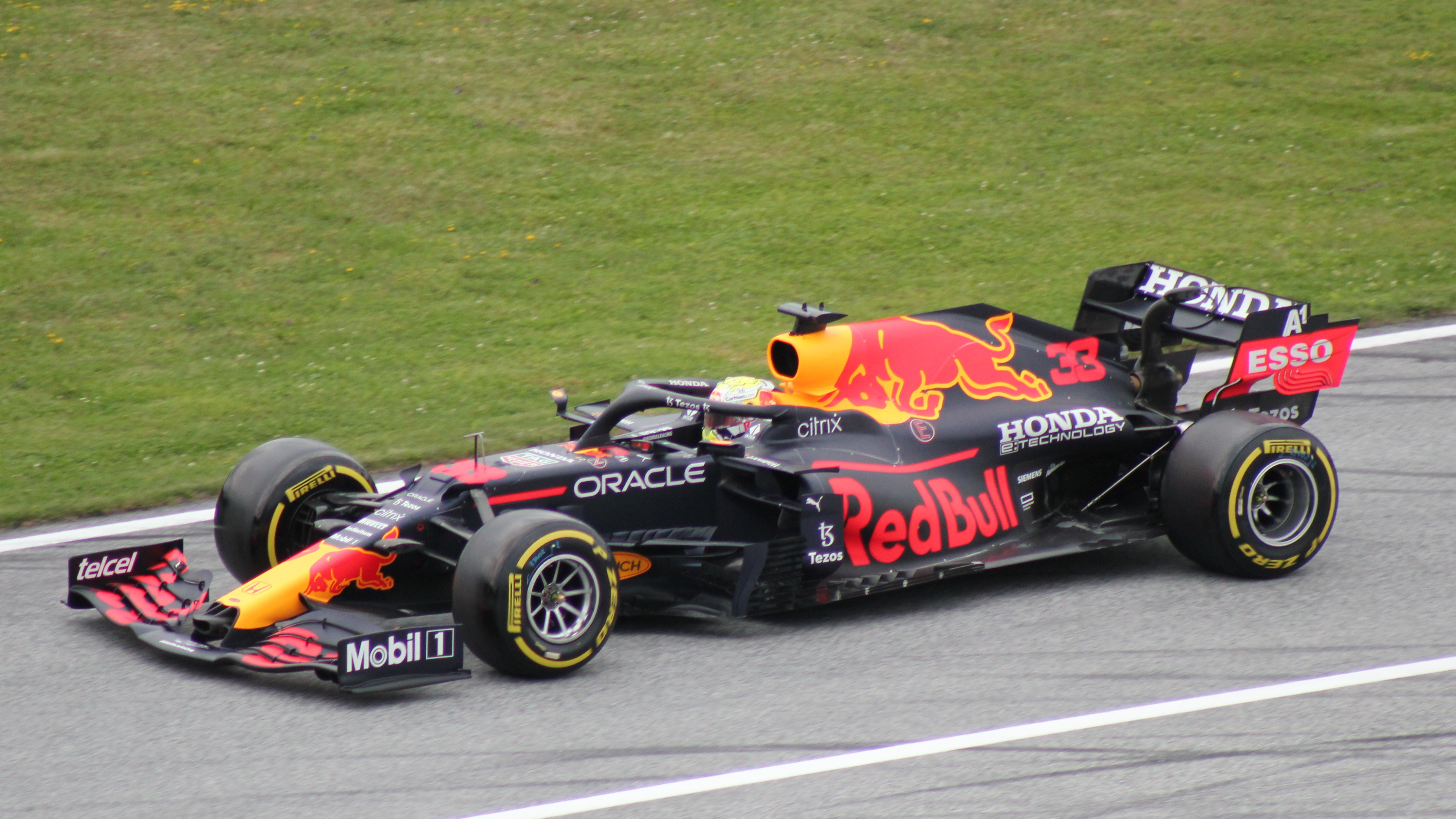
Verstappen in de RB16B tijdens de GP van Oostenrijk in 2021

Verstappen reed in 2021 wederom voor het Red Bull team met als nieuwe teamgenoot Sergio Pérez. Verstappen begon dat seizoen uitstekend met het behalen van de pole positie tijdens de seizoensopener in Bahrein. In een spannende race, waarin Verstappen en regerend wereldkampioen Hamilton elkaar afwisselden op de koppositie, bleef het tot het laatst toe in het ongewisse wie deze eerste grand prix ging winnen. Met nog vier ronden te gaan passeerde Verstappen de Mercedes van Hamilton buitenom in de vierde bocht, maar kwam vervolgens even buiten de baan waardoor hij (na een opdracht daartoe op zijn boordradio) zijn positie teruggaf aan Hamilton.
In het Italiaanse Imola won Verstappen de Grand Prix van Emilia-Romagna. Zijn belangrijkste titelconcurrent Hamilton finishte als tweede en behield, dankzij het extra punt voor de snelste raceronde, de leiding in de WK-stand. De derde en vierde race van dit seizoen vonden plaats in respectievelijk Portugal en Spanje waarbij Verstappen dicht bij de Mercedes van Hamilton kwam, maar uiteindelijk in beide races tweede werd.
De Grand Prix van Monaco werd door Verstappen gewonnen. De Nederlander startte als tweede, maar door het uitvallen van Charles Leclerc voordat de race begon, kwam Verstappen vooraan het veld te staan. Dankzij deze overwinning werd hij de eerste Nederlander ooit die aan kop kwam te staan van het Wereldkampioenschap.
In de straten van Bakoe werd de Grand Prix van Azerbeidzjan verreden. Verstappen startte vanaf de derde positie en kwam door het inhalen van Leclerc in ronde 7 en daarna een snellere bandenstop ten opzichte van Hamilton aan de leiding. Verstappen hield dit vol, totdat in ronde 46 een klapband een vroegtijdig einde maakte aan zijn race. Doordat Hamilton bij de herstart uit de bocht vloog en geen punten behaalde, bleef Verstappen op positie 1 van de WK- stand staan.
De Grand Prix van Frankrijk werd door de Nederlander gewonnen. Startend vanaf poleposition raakte Verstappen weliswaar na de eerste bocht de leiding in de race kwijt, maar na de eerste pitstops nam hij deze weer van Hamilton over. Het lukte hem beide opkomende Mercedes coureurs van zich af te houden maar besloot toch in ronde 32 een extra bandenstop te maken. Dankzij snellere ronden lukte het Verstappen, gelijk bij de eerste inhaalpoging in de voorlaatste ronde, Hamilton weer voorbij te rijden en achter zich te houden.
Bij de eerste van de twee races in Spielberg, de Grand Prix van Stiermarken, wist Verstappen zijn leidende positie In de WK-stand te verstevigen door bij de start vanaf pole weg te rijden bij Hamilton en met ruime voorsprong als eerste te finishen. Een week later startte Verstappen in Oostenrijk wederom vanaf pole en reed al snel weg bij zijn concurrenten. Hij won de race met een grote voorsprong op Bottas, die als tweede finishte. De Nederlander pakte met deze zege zijn 50e podiumplek en tevens zijn eerste grand slam (pole, overwinning, snelste ronde en alle ronden aan de leiding).
Tijdens de Grand Prix van Groot-Brittannië werd voor het eerst tijdens een grand prix een sprintkwalificatie (sprintrace) gereden die door Max Verstappen werd gewonnen. Hierdoor mocht de Nederlander op zondag vanaf pole starten. Al in het begin van de wedstrijd ontstond een felle strijd tussen Verstappen en Hamilton. In de Copse-bocht raakte Hamilton met zijn linkervoorwiel het rechterachterwiel van Verstappen die daardoor van de baan vloog en crashte. Verstappen werd uit voorzorg naar het ziekenhuis gebracht voor een CT-scan. Hamilton kreeg van de wedstrijdleiding een tijdstraf van 10 seconden. Verstappen behield zijn 1e positie in de stand om het WK.
Voor Verstappen was ook de race in Hongarije onfortuinlijk. Bottas botste met zijn Mercedes vlak na de start en op een natte baan tegen Lando Norris die op zijn beurt de zijkant van de Red Bull van de Nederlander zwaar beschadigde. Verstappen wist nog in de punten te eindigen (9e) maar zag Hamilton ruim voor hem finishen en daardoor de 1e plek in de stand om het WK van de Nederlander overnemen.
Na de zomerstop reed Verstappen de snelste tijd in de kwalificatie van de GP van België en startte vanaf pole. In de stromende regen werden op zondag slechts drie ronden gereden achter de Safety Car. De Nederlander bleef op P1 en werd daardoor uitgeroepen tot winnaar van deze race. De volgende race reed Verstappen voor eigen publiek in Zandvoort. Daar werd, na een afwezigheid van 36 jaar, de Grand Prix van Nederland gereden. Verstappen wist deze GP op zijn naam te schrijven, nadat hij zich een dag eerder al gekwalificeerd had voor pole position. Hierdoor kwam de Nederlander weer aan kop van de WK-stand te staan.
Op de Autodromo Nazionale Monza werd de Italiaanse Grand Prix verreden. Verstappen startte wederom vanaf pole. In de 25e ronde botsten Verstappen en Hamilton, nadat de laatste net de pitstraat had verlaten, en moesten beiden zonder punten de race beëindigen.
Tijdens de Russische Grand Prix reed Verstappen, die achteraan de grid had moeten starten, in een regenachtige en tumultueuze slotfase naar de tweede plaats. De GP van Turkije werd door Verstappen aangevangen vanaf de 2e startpositie, met Bottas in de Mercedes voor hem. De race werd van begin tot eind verreden op een nat Istanbul park circuit. Verstappen eindigde de wedstrijd ook op de 2e plaats, 14 seconden achter Bottas. Titelrivaal Hamilton eindigde de race als vijfde na een inhaalrace vanwege een gridstraf. Hierdoor nam Verstappen de leiding over van Hamilton in het kampioenschap met een verschil van 6 punten.
In de GP van de Verenigde Staten leek Hamilton in de eerste vrije trainingen over iets sneller materiaal te beschikken, maar tijdens de kwalificatie ontliepen de beide coureurs elkaar niks en wist Verstappen de pole op te eisen waarmee hij de Pirelli poleposition prijs al binnen gehaald had op 23 oktober 2021. Met een vroege pitstop tijdens de race (undercut al in de tiende ronde) en later nog een tweede pitstop voordat Hamilton dit deed, bleef Verstappen voor de Mercedes, won de race en liep uit naar 12 punten verschil in het WK.
Tijdens de GP van Mexico-Stad startte Verstappen vanaf de 3e plaats. Na een inhaalactie vlak voor de eerste bocht nam Verstappen de leiding in de wedstrijd. Uiteindelijk won Verstappen de wedstrijd en bracht hiermee het verschil met Hamilton op 19 punten in het WK.
Een week later werd de Grand Prix van Sao Paulo (Interlagos) verreden. De Nederlander werd tweede in de kwalificatie, maar doordat rivaal Hamilton werd gediskwalificeerd (DRS niet in overeenstemming met de regels) kreeg Verstappen in de sprintkwalificatie op zaterdag de 1e startpositie in handen en finishte achter Bottas op de tweede plaats. De race op zondag werd uiteindelijk door Hamilton gewonnen, Verstappen eindigde opnieuw op de 2e plaats.
Op het Losail International Circuit werd voor het eerst de GP van Qatar verreden. Na de kwalificatie kreeg Verstappen van de stewards een gridstraf van 5 plaatsen (negeren van dubbele gele vlag). Hierdoor startte de Nederlander op de zondag vanaf de 7e positie, maar wist toch als tweede te finishen en behaalde een extra punt voor de snelste ronde.
Op het splinternieuwe stratencircuit in Jeddah (GP van Saoedi-Arabië) werd een spectaculaire wedstrijd vol incidenten gereden. Tweemaal een Safety Car op de baan, tweemaal een rode vlag en vier Virtual Safety Car situaties waren het gevolg. Hamilton won de race voor Verstappen. In de WK-stand kwamen de coureurs in punten (elk 369,5) gelijk te staan. De laatste keer dat twee coureurs met een gelijke stand aan de slotrace begonnen was in 1974.
Bij de laatste Grand Prix van 2021 in Abu Dhabi startte Verstappen vanaf poleposition. Hamilton had een betere start, haalde Verstappen in en leek de beste papieren te hebben tijdens de race omdat de Mercedes een betere racepace had. Tijdens ronde 52 (van 58 ronden) had Hamilton elf seconden voorsprong op Verstappen. Deze achterstand leek voor Verstappen niet meer te overbruggen, maar in deze ronde was er een ongeluk waarbij de auto van Latifi de baan deels blokkeerde. De safety car werd ingezet. Tijdens de safety car maakte Verstappen een pitstop voor zachte banden. Hamilton kon dit niet doen anders zou hij zijn koppositie verliezen. Met nog een ronde te gaan mochten de achterblijvers die tussen de twee rivalen inreden de safety car voorbijrijden, waardoor Verstappen direct achter Hamilton terecht kwam. Na de herstart van de race wist Verstappen in de laatste ronde Hamilton te passeren en finishte als eerste. Hierdoor pakte de Nederlander de wereldtitel bij de coureurs, Mercedes behaalde het constructeurskampioenschap.
Mercedes was na afloop woedend, omdat de safety car-periode niet op de gebruikelijke manier was afgehandeld door wedstrijdleider Michael Masi, die alleen de vijf achterliggers tussen Hamilton en Verstappen naar voren stuurde. Normaal gesproken worden alle coureurs die op achterstand rijden gesommeerd om de safety car in te halen en wordt de safety car de ronde erop pas naar binnen gehaald, alleen zou er in dit geval dan niet meer genoeg tijd zijn geweest om de wedstrijd nog op gang te brengen. Mercedes diende een protest in tegen zowel de herstart van de race als de einduitslag, maar kreeg nul op het rekest. Het team had vervolgens nog in beroep kunnen gaan, maar besloot dit niet te doen na een toezegging van de FIA om de gebeurtenissen in Abu Dhabi grondig te onderzoeken.
In Parijs ontving Verstappen tijdens het FIA-gala op 16 december de trofee voor de wereldtitel in de Formule 1. Op 22 december werd Verstappen in Nederland verkozen tot sportman van het jaar (beste sporter van 2020/2021).

##### 2022

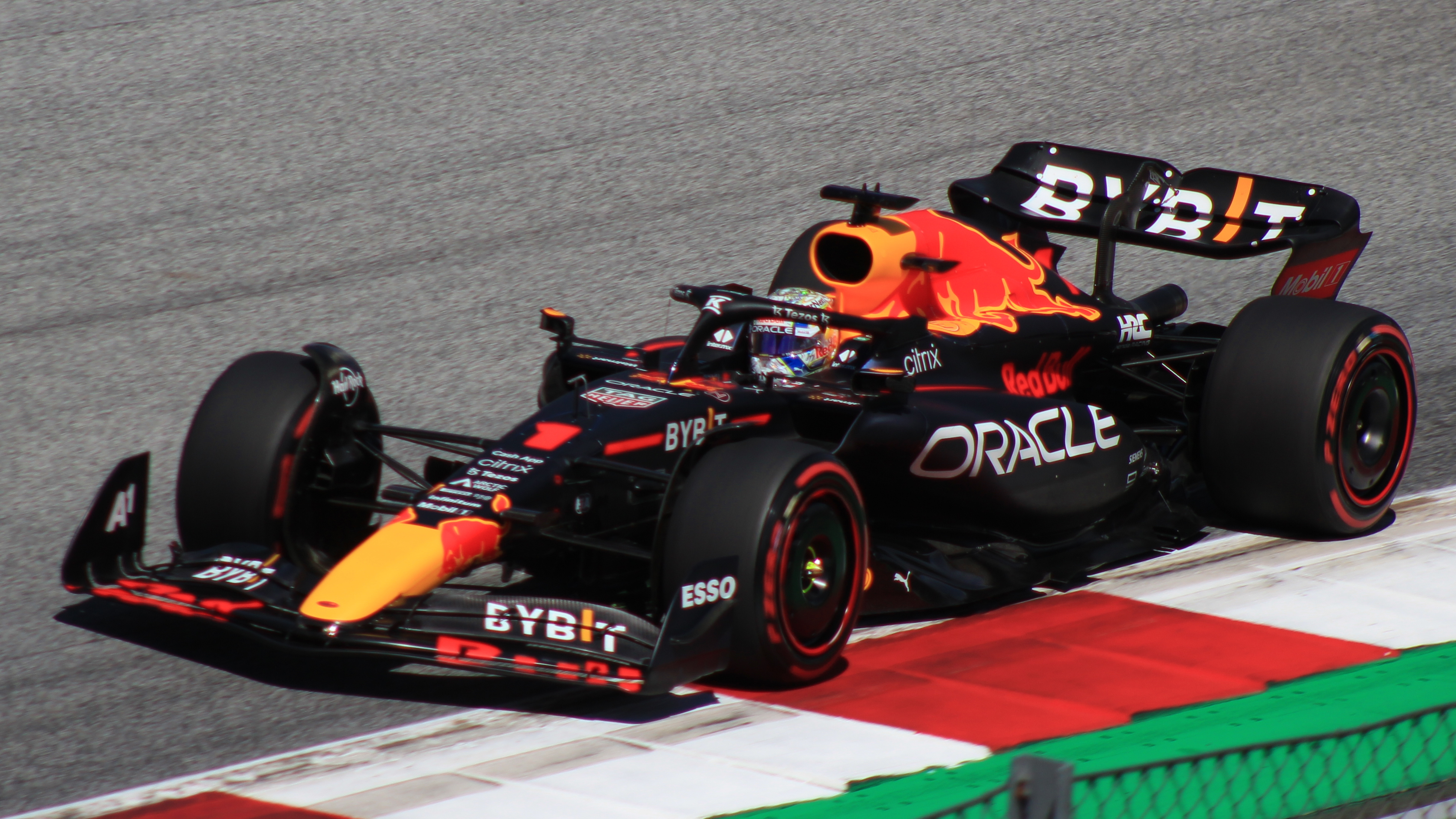
Verstappen in de RB18 tijdens de GP van Oostenrijk in 2022

Op 3 maart 2022 werd bekend dat Verstappen zijn contract met Red Bull met vijf jaar had verlengd tot en met 2028. Hoewel er door geen van de betrokken partijen bedragen zijn genoemd, zou Verstappen naar verluidt tussen de veertig en vijftig miljoen euro per jaar gaan verdienen.
Door problemen met het brandstofsysteem viel Verstappen tijdens de eerste Grand Prix van het seizoen 2022, de GP van Bahrein, uit in de 54e ronde. Zijn teamgenoot Perez had vergelijkbare problemen en viel eveneens vroegtijdig uit. Een week later werd de Grand Prix Formule 1 van Saoudi-Arabië verreden. In de finale va de race was het stuivertje wisselen tussen Charles Leclerc en Verstappen waarbij de Nederlander Leclerc uiteindelijk voorbleef en zo als eerste over de finish reed. Tijdens de Grand Prix Formule 1 van Australië viel de Nederlander met technische problemen uit.
Verstappen kende in Imola tijdens de Grand Prix Formule 1 van Emiglia-Romagna een succesvol weekend door de pole position, sprint en vervolgens ook de race te winnen. Daarnaast reed hij ook nog de snelste ronde. Hiermee pakte de Red Bull-coureur een Super Grand Slam met het maximaal aantal punten van 34. Ook op het nieuwe circuit in Miami wist Max Verstappen, na vanaf een derde plek te zijn gestart, de Grand Prix Formule 1 van Miami te winnen.
In Barcelona tijdens de Grand Prix Formule 1 van Spanje ontstond een strijd achter Leclerc omdat George Russell de RB18’s achter zich wist te houden. Verstappen had problemen met zijn DRS maar wist, na een bandenwissel naar zachtere banden, Russell weer bij te halen. Leclerc viel met motorische problemen uit en Verstappen won de race waardoor hij eveneens de WK-leiding weer in handen nam.
Tijdens de Grand Prix Formule 1 van Monaco kende Verstappen een goed weekend, maar door een rode vlag (die ervoor zorgde dat Verstappen zijn ronde moest afbreken) in de laatste kwalificatiesessie startte hij vanaf een vierde positie. In de race wist hij wel met een derde plaats het podium te bereiken. Na Monaco reisde het Formule 1-circus naar Azerbaijan. Daar wist Verstappen door verschillende problemen bij beide Ferrari's de overwinning in de Grand Prix Formule 1 van Azerbaijan naar zich toe te trekken.
Tijdens de Grand Prix Formule 1 van Canada wist Verstappen tijdens een regenachtige kwalificatie de pole position veilig te stellen voor de Grand Prix. In de race wist de Nederlander nipt voor Carlos Sainz de race te winnen. In het weekend van de Grand Prix Formule 1 van Groot-Brittannië kwalificeerde zich als tweede voor de race. Tijdens de start pakte hij de leiding, maar door een rode vlag (die veroorzaakt werd door Guanyu Zhou's wagen die over de kop in de bandenstapel landde) moest hij eerste plaats teruggeven aan de oorspronkelijke raceleider. Verstappen kende een minder goede herstart en race doordat een stuk carbon-fiber kwam vast te zitten in de vloer van Verstappens bolide. Hij finishte de race op de zevende plaats.
Bij de Grand Prix Formule 1 van Oostenrijk behaalde Verstappen tijdens de kwalificatie pole position voor de sprintrace. In de sprintrace bereikte hij als eerste de finishvlag. Tijdens de race op zondag had Ferrari's Charles Leclerc de snellere auto. Mede door minder bandenslijtage kon Leclerc snel langs Verstappen, die de race op de tweede plaats beëindigde. Verstappen wist bij het daaropvolgende weekend tijdens de Grand Prix Formule 1 van Frankrijk de overwinning te behalen, nadat Leclerc een fout maakte en crashte.
In Hongarije had Verstappen een wisselvallig weekend. Door een motorprobleem kon hij slechts op de 10e plaats kwalificeren. Tijdens de Grand Prix Formule 1 van Hongarije kon Verstappen door een goede pitstopstrategie en ondanks een kleine fout (waardoor hij met zijn auto een pirouette maakte) de race naar zich toe trekken. Zijn voorsprong in het rijderskampioenschap op Leclerc werd zo vergroot tot 80 punten.
Na een zomerstop van drie weken begon Verstappen aan het weekend van de Grand Prix Formule 1 van België. Bij aanvang van het weekend werd echter duidelijk dat aan de auto van Verstappen diverse motoronderdelen moesten worden gewisseld. Dit leverde een gridstraf op. Tijdens de kwalificatie reed Verstappen de snelste tijd maar startte Verstappen vanwege de straf de race vanaf de 14e plaats. Tijdens de race lag hij na twaalf rondes reeds op de eerste plaats. Uiteindelijk won Verstappen de race met zeventien seconden voorsprong op nummer twee Pérez. Naast de overwinning reed Verstappen ook de snelste raceronde.
Door een defecte versnellingsbak en problemen met de afstelling begon het weekend van de GP van Nederland moeizaam voor Verstappen. Tijdens de kwalificatie behaalde Verstappen pole position. Na een goede start lag Verstappen comfortabel aan de leiding. In ronde 55 van de race kwam de safety car de baan op, waarop Verstappen zijn derde pitstop maakte. Door deze pitstop kwam Verstappen achter Hamilton terecht op de tweede plaats. Bij de herstart in ronde 61 nam Verstappen de leiding in de race over van Hamilton en gaf deze niet meer uit handen. Naast de overwinning behaalde Verstappen wederom de snelste raceronde.
In de GP van Italië kwalificeerde Verstappen met een tijd goed genoeg voor de tweede plaats, maar door een gridstraf startte hij zevende. In de race kwam hij snel naar voren en daagde in de laatste rondes polesitter Leclerc succesvol uit tot een gevecht om de overwinning. Door een uitval van Ricciardo werd de race onder een safety car uitgereden.
Een paar weken later reisde het Formule 1-circus af naar Singapore waar Verstappen – door een fout van het team – tijdens de kwalificatie zijn snelle ronde moest afbreken vanwege dreigend brandstoftekort. Tijdens de Grand Prix werd Verstappen zevende.
Op 9 oktober 2022 won Verstappen zijn twaalfde race van het seizoen tijdens de GP van Japan. Hij behaalde 25 punten waardoor hij, met een voorsprong van 113 punten, niet meer in te halen was voor het kampioenschap door een andere coureur. Verstappen werd hierdoor voor de tweede maal wereldkampioen bij de coureurs.
Op 23 oktober 2022 won Verstappen de GP van de Verenigde Staten. Door deze overwinning was Red Bull Racing zeker van hun eerste constructeurskampioenschap sinds 2013. Verstappen won een week later ook de GP van Mexico-Stad, zijn veertiende overwinning van het seizoen 2022. Hij verbrak hiermee het vorige record van Sebastian Vettel en Michael Schumacher van de meeste overwinningen in één Formule 1-seizoen. Uiteindelijk kwam de teller op vijftien overwinningen na de winst in de laatste Grand Prix van het jaar in Abu Dhabi.

##### 2023

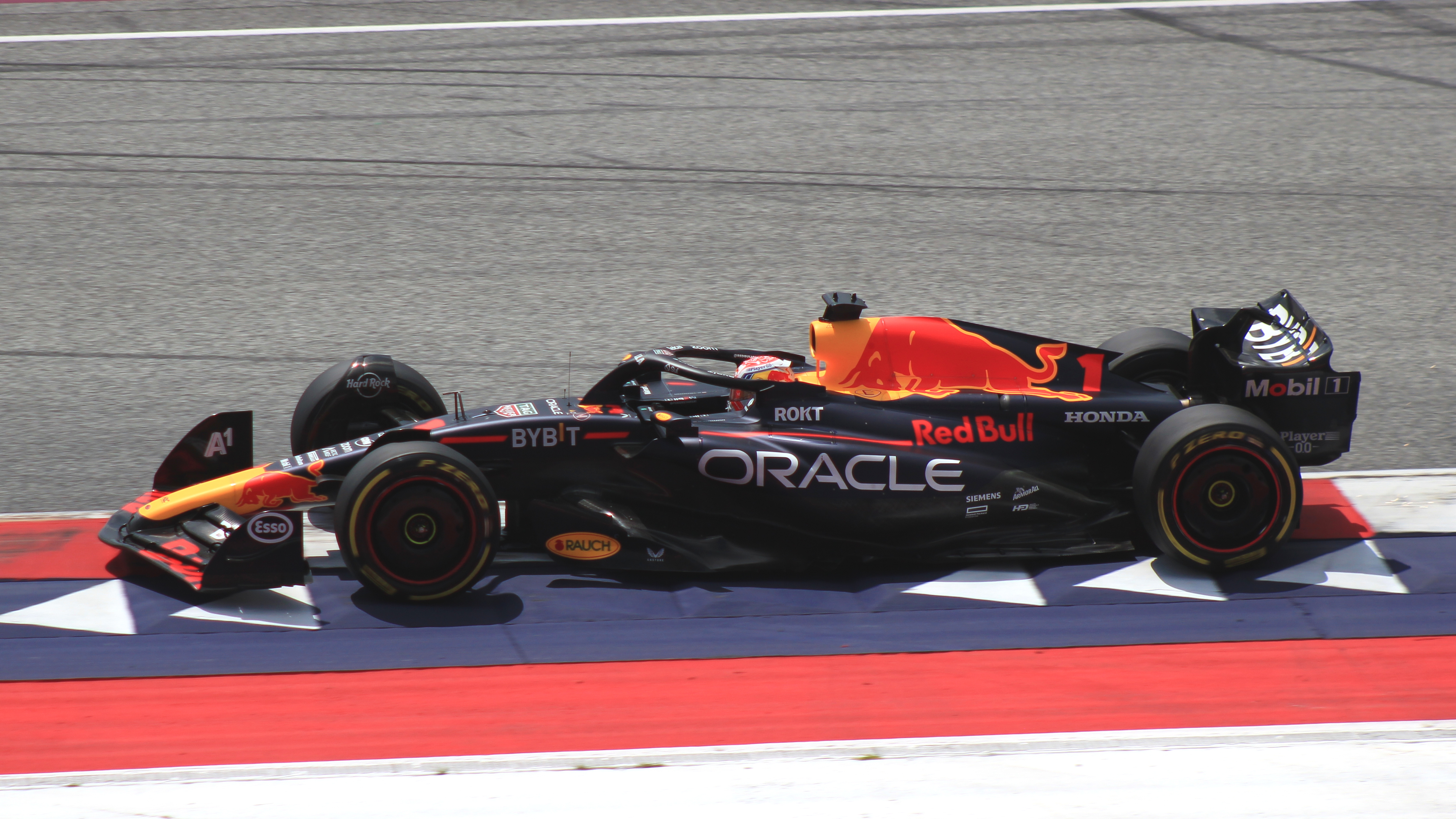
Verstappen in de RB19 tijdens de GP van Oostenrijk in 2023

Op 5 maart 2023, na de winterstop, keerde de Formule 1 terug voor de GP van Bahrein. Zowel de kwalificatie als race eindigde in een zege voor Verstappen. Een week later tijdens de kwalificatie voor de GP van Saoedi-Arabië had Verstappen in Q2 een probleem met zijn gloednieuwe RB19. Hierdoor startte hij slechts vijftiende. In de race wist hij als tweede te finishen.
Op 2 april 2023 won Verstappen de GP van Australië na een chaotische herstart. Drie weken later reed Verstappen in de GP van Azerbeidzjan in de Sprint(race) slechts tot de derde plaats. In de hoofdrace eindigde hij achter teamgenoot Sergio Pérez op de tweede plaats. Verstappen behaalde in de volgende GP in Miami wel weer de overwinning. 
Op 28 mei 2023 won Verstappen zijn tweede Grand Prix op rij door GP van Monaco te winnen. De week erop in de GP van Spanje won Verstappen nogmaals. Hij eindigde de race met de vereisten voor een "Grand Slam". Op 18 juni 2023 won Verstappen de GP van Canada voor de vierde keer op rij. Op 2 juli won Verstappen ook de thuisrace van zijn team in Oostenrijk. Hiermee evenaarde hij zijn eigen record van achtereenvolgende overwinningen in Formule 1.  
Ook in de GP van Groot-Brittannië was Verstappen weer een maatje te groot voor de competitie. Hij won voor de zesde keer op rij de wedstrijd op zondag. Twee weken later in Hongarije kwalificeerde Verstappen op de tweede plaats, achter zijn oude titelrivaal Lewis Hamilton. Toch wist hij ook deze wedstrijd met gepaste afstand de zijn naam te schrijven. Geen enkele andere coureur kon hem op 30 juli 2023 stoppen tijdens de  GP van België. Hij was de snelste in de kwalificatie en de race, en behaalde zijn achtste Grand Prix-overwinning op rij. 
Na de zomerstop was de GP van Nederland. Verstappen kwalificeerde zich met een voorsprong van bijna zes tiende van een seconde op poleposition. Tijdens de race regende het tweemaal, en was er een rode vlag waarbij de race werd stilgelegd. Ondanks de tumultueuze race kwam Verstappen door de laatste bocht als winnaar, en evenaarde hij het record van Vettel, negen overwinningen op rij.
Tijdens het weekeinde van de GP van Italië kon Verstappen geschiedenis schrijven: Mocht hij de Grand Prix winnen, kon hij het record van Vettel overnemen. In de kwalificatie was de Ferrari van Carlos Sainz 0,013 seconde sneller dan Verstappen, die als tweede aan de wedstrijd mocht beginnen. Na lang achter de Ferrari vastgezeten te hebben, wist Verstappen Sainz, die een fout maakte, in te halen en reed onbedreigd naar zijn tiende opeenvolgende overwinning toe.
In het weekend van de GP van Singapore kwam Verstappen in de kwalificatie niet verder dan Q2. In de race finishte hij op de vijfde plaats.
In het volgende race weekend in Japan kwalificeerde Verstappen zich als eerste en eindigde ook op die positie de race.
Tijdens de Grand Prix van Qatar won Verstappen, op de zaterdag na het behalen van een tweede plaats tijdens de sprint, voor de derde maal op rij, het coureurskampioenschap. Verstappen won ook de race op zondag.
In het seizoen 2023 behaalde Verstappen 19 overwinningen. Hij verbrak hiermee zijn eigen record van 2022.

##### 2024

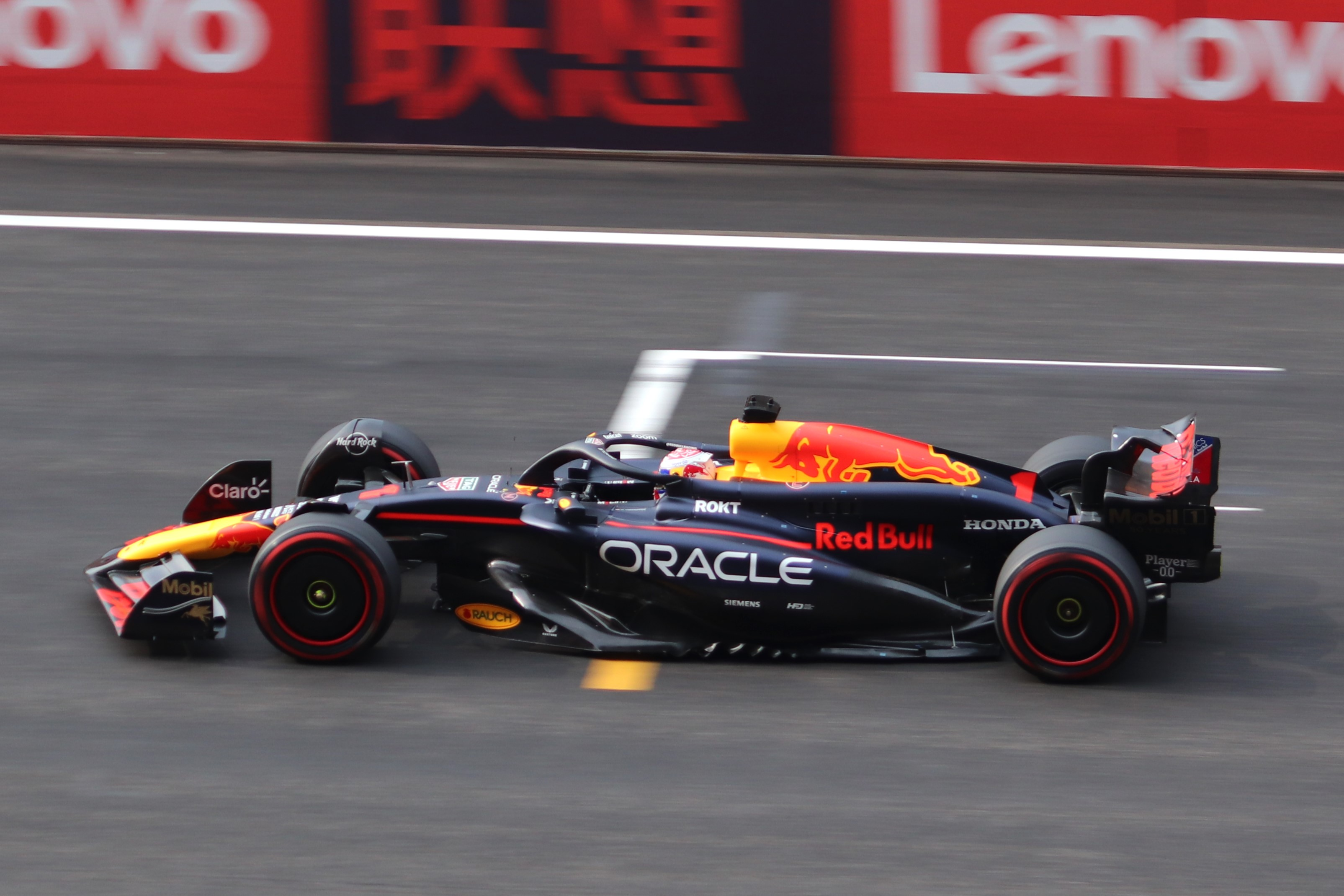
Verstappen in de RB20 tijdens de GP van China in 2024

Op 2 maart 2024, na de winterstop, keerde de Formule 1 terug voor de GP van Bahrein. Zowel de kwalificatie als race eindigde in een zege voor Verstappen, het was de vijfenvijftigste Grand Prix-overwinning in zijn carrière. Een week later won Verstappen ook de GP van Saoedi-Arabië met een start vanaf pole.
Tijdens de GP van Australië kreeg Verstappen, die vanaf pole startte, meteen na de start problemen met de remmen en moest een paar ronden later opgeven, en zo kwam er een einde aan een reeks van 43 achtereenvolgende races waarin hij punten behaalde.
Tijdens de GP van Japan was Verstappen weer ongenaakbaar en behaalde de pole, snelste ronde en de overwinning. In China was Verstappen weer oppermachtig, behaalde zijn zesde pole op rij (inclusief de pole van Abu Dhabi 2023), de winst in de sprint en de vierde GP-overwinning dit seizoen. Hij pakte nog een sprintzege tijdens de Grand Prix van Miami en startte op polepositie, maar verloor de leiding aan Lando Norris tijdens de pitstops en was niet in staat om die plaats terug te winnen, waardoor hij de race als tweede beëindigde. 
Bij de GP van Emilia-Romagna evenaarde Verstappen het record van Ayrton Senna met zijn achtste opeenvolgende polepositie, hij won tevens zijn vijfde race van dit seizoen in Imola. Aan de reeks polepositions kwam een einde bij de GP van Monaco waar hij zich als zesde kwalificeerde en kwam in race ook als zesde over de finish.
Bij de GP van Canada leek Verstappen weer een poleposition te halen maar zowel George Russell als Verstappen zetten exact dezelfde tijd op de klokken maar omdat Verstappen de tijd later op de klokken zette moest hij vanaf de tweede positie starten. In Montréal wist Verstappen wel zijn zestigste overwinning te halen. Bij de GP van Spanje kwalificeerde Verstappen als tweede achter Norris. Tijdens de race haalde Verstappen Norris meteen in bij de start maar werd hijzelf op zijn beurt ingehaald door Russell. In de derde ronde nam Verstappen de leiding in de race over en behaalde zijn eenenzestigste overwinning op het circuit waar hij in 2016 zijn eerste zege behaalde.
Bij de GP van Oostenrijk won Verstappen de sprint, behaalde pole maar in de race ontstond er na een langzame pitstop van Red Bull een waar gevecht tussen Lando Norris en Verstappen. Een aantal rondes voor het einde raakten de wagens elkaar na een poging tot inhalen door Norris en beide coureurs moesten met een lekke band naar de pit. Verstappen eindigde de race toch nog als vijfde. Bij de GP van Groot-Brittannië kwalificeerde Verstappen als vierde en eindigde hij de race als tweede.
Voor de GP van Hongarije kwalificeerde Verstappen zich als derde. Door een aparte strategie kwam Verstappen na pitstops tot twee keer toe achter Hamilton op de baan en bij die tweede keer zelfs achter Charles Leclerc. Verstappen wist Leclerc in te halen maar bij een inhaalactie op Hamilton ging het mis, Hamilton bleef insturen en Verstappen miste zijn rempunt. Hij kon doorrijden maar eindigde de wedstrijd door dit incident op de vijfde plaats. Bij de GP van België reed Verstappen voor het derde achtereenvolgende jaar de snelste tijd tijdens de kwalificatie, maar even zoveel keer kreeg hij op het Circuit de Spa-Francorchamps in Stavelot de polepositie niet op zijn naam door een gridstraf vanwege een motorwissel. Verstappen moest vanaf de elfde plaats vertrekken en werd vierde in de race.
De GP van Nederland was voor Verstappen een speciale race: hij begon op het circuit van Zandvoort aan zijn tweehonderdste Grand Prix. Hij kwalificeerde zich als tweede achter Lando Norris. Bij de start van de race had Verstappen een bliksemstart en ging voor Norris de Tarzanbocht in. De voorsprong was nooit groot en de McLaren van Norris was duidelijk sneller. Na drie keer winst op rij in Zandvoort moest Verstappen nu genoegen nemen met een tweede plaats met ruim 22 seconden achterstand op Norris.
Verstappen eindigde buiten de top vier tijdens zowel de GP van Italië als de GP van Azerbeidzjan en Red Bull raakte de leiding in het constructeurskampioensachp kwijt aan McLaren. Op 20 september kreeg Verstappen in Singapore een taakstraf door de FIA opgelegd omdat hij tijdens de perconferentie een dag eerder zei dat zijn auto fucked was.. Als reactie hierop beantwoordde Verstappen na de kwalificatie tijdens de officiële persconferentie alle vragen zeer summier en werd hij gesteund door onder andere Lewis Hamilton en Lando Norris. In Singapore eindigde Verstappen op de tweede plaats achter Norris. De voorsprong in het coureurskampioenschap voor de najaarspauze was inmiddels teruggelopen tot 52 punten.
Bij de GP van de Verenigde Staten kon Verstappen weer eens juichen nadat hij de sprint had gewonnen, zijn vierde sprintoverwinning dit jaar. De race een dag later leverde hem een derde plaats op waardoor hij vijf punten uitliep in het kampioenschap. Tijdens de GP van Mexico-Stad kreeg Verstappen twee tijdstraffen van 10 seconden (vanwege het voordeel behalen door buiten de baan te rijden en voor het van de baan afdrukken van Lando Norris). De 20 seconden tijdstraf loste hij in tijdens de pitstop. Door deze straf eindigde Verstappen achter Lewis Hamilton en George Russell en verloor hij tien kostbare punten in de strijd om het wereldkampioenschap met Lando Norris. Red Bull raakte, mede door de slechte prestatie van Sergio Pérez die laatste werd in Mexico-Stad, de tweede plaats in het constructeurskampioenschap kwijt aan Ferrari. 
De GP van São Paulo begon voor Verstappen met een sprintrace waarin hij derde werd na een inhaalactie op Charles Leclerc, door een tijdstraf van vijf seconden werd Verstappen teruggezet naar de vierde plaats. De kwalificatie voor de hoofdrace werd in de regen verreden. Tijdens de tweede kwalificatiesessie kwamen er tijdens gele vlag situatie meerdere coureurs nog over de finish maar toen Verstappen richting de finish reed was er een rode vlag situatie waardoor hij zijn kwalificatieronde moest afbreken en geen snelle tijd kon neerzetten. Een gridstraf vanwege een motorwisseling betekende dat hij vanaf positie 17 moest starten. Na een paar rondes reed Verstappen al in de "punten" en toen de rode vlag situatie kwam na een ongeluk van Franco Colapinto halverwege de race lag hij tweede achter Esteban Ocon. Na nog een safety car situatie na het ongeluk van Carlos Sainz jr. greep Verstappen de leiding om deze niet meer af te staan. Hij startte de race vanaf de zeventiende positie en brak daarmee het oude record van Fernando Alonso: 'overwinningen vanaf meest verschillende startplekken' en bracht dit aantal op 10. Verstappen verbrak in São Paulo het record van Michael Schumacher voor de meeste opeenvolgende dagen aan de leiding van het coureurskampioenschap, 897 dagen voor Verstappen tegnover 896 dagen voor Schumacher. Hij vergrootte zijn voorsprong op Lando Norris naar 62 punten.
Op 23 november behaalde Max Verstappen zijn vierde wereldtitel op rij bij de GP van Las Vegas waarin hij vijfde werd voor Lando Norris. Hij werd daarmee de vijfde coureur die een vierde wereldtitel op rij pakte, na Juan Manuel Fangio (1957), Michael Schumacher (2003), Sebastian Vettel (2013) en Lewis Hamilton (2020).

##### 2025
Verstappen begint aan zijn elfde Formule 1-seizoen met dit jaar Liam Lawson als teamgenoot die Sergio Pérez heeft vervangen bij Red Bull Racing. Het seizoen 2025 is tevens het laatste jaar waarin Red Bull Racing gebruikmaakt van Honda-motoren, voordat het team in 2026 overstapt op Red Bull Powertrains in samenwerking met Ford.
Na de eerste race van het jaar in Australië eindigde de recordreeks van Verstappen als leider in het wereldkampioenschap na 1029 dagen en 63 Grands Prix. Hij eindigde de race als tweede achter Lando Norris.

## Carrière-overzicht

### Karting
| Jaar | Evenement                | Klasse          | Resultaat | Bijzonderheden      |
| ---- | ------------------------ | --------------- | --------- | ------------------- |
| 2006 | Belgisch Kampioenschap   | Mini klasse     | 1         | 21 races ongeslagen |
| 2007 | Belgisch Kampioenschap   | Mini klasse     | 1         | 18 races ongeslagen |
| 2007 | Nederlands Kampioenschap | Mini klasse     | 1         | 4 races ongeslagen  |
| 2008 | Belgisch Kampioenschap   | Mini klasse     | 1         | 18 races 16x winst  |
| 2008 | Belgisch Kampioenschap   | Cadet           | 1         | 12 races 11x winst  |
| 2008 | Benelux Karting Series   | Mini klasse     | 1         | 12 races 11x winst  |
| 2009 | Belgisch Kampioenschap   | Mini klasse     | 1         | 21 races ongeslagen |
| 2009 | Belgisch Kampioenschap   | KF5             | 1         | 12 races 11x winst  |
| 2009 | Benelux Karting Series   | Mini Max klasse | 1         | 12 races 11x winst  |

| Jaar | Evenement                   | Klasse | Resultaat |
| ---- | --------------------------- | ------ | --------- |
| 2010 | Bridgestone-Cup Final       | KF3    | 1         |
| 2010 | WSK Nations Cup             | KF3    | 1         |
| 2010 | CIK-FIA World Cup           | KF3    | 2         |
| 2010 | WSK World Series            | KF3    | 1         |
| 2010 | Winter Cup                  | KF3    | 2         |
| 2010 | WSK Euro Series             | KF3    | 1         |
| 2011 | WSK Euro Series             | KF3    | 1         |
| 2011 | Winter Cup                  | KF3    | 2         |
| 2011 | 1e ronde WSK Master Series  | KF3    | 3         |
| 2012 | Winter Cup                  | KF2    | 1         |
| 2012 | WSK Master Series           | KF2    | 1         |
| 2012 | 1e ronde BNL Karting Series | KF2    | 1         |
| 2012 | FIA World Cup               | KF2    | 2         |
| 2013 | Winter Cup                  | KF2    | 1         |
| 2013 | WSK Master Series           | KF2    | 1         |
| 2013 | WSK Euro Series             | KF1    | 1         |
| 2013 | FIA European Championship   | KZ     | 1         |
| 2013 | FIA European Championship   | KF     | 1         |
| 2013 | FIA World Championship      | KZ     | 1         |
| 2013 | FIA World Championship      | KF     | 3         |

### Florida Winter Series en Formule 3
| Seizoen | Series                           | Team                  | Races | Wins | Pole positie | Snelste Ronden | Podiums | Punten | Positie |
| ------- | -------------------------------- | --------------------- | ----- | ---- | ------------ | -------------- | ------- | ------ | ------- |
| 2014    | Florida Winter Series            | N.v.t.                | 12    | 2    | 3            | 3              | 5       | N.v.t. | N.v.t.  |
| 2014    | Europees Formule 3-kampioenschap | Van Amersfoort Racing | 33    | 10   | 7            | 7              | 16      | 411    | 3       |
| 2014    | Masters of Formula 3             | Motopark Academy      | 1     | 1    | 1            | 0              | 1       | N.v.t. | 1       |
| 2014    | Grand Prix van Macau             | Van Amersfoort Racing | 1     | 0    | 0            | 1              | 0       | N.v.t. | 7       |

| Jaar | Inschrijving          | 1         | 2       | 3       | 4         | 5         | 6       | 7       | 8         | 9         | 10        | 11       | 12      | 13    | 14      | 15      | 16    | 17      | 18      | 19      | 20        | 21      | 22      | 23      | 24       | 25    | 26        | 27    | 28        | 29    | 30      | 31    | 32      | 33      | POS | Punten |
| ---- | --------------------- | --------- | ------- | ------- | --------- | --------- | ------- | ------- | --------- | --------- | --------- | -------- | ------- | ----- | ------- | ------- | ----- | ------- | ------- | ------- | --------- | ------- | ------- | ------- | -------- | ----- | --------- | ----- | --------- | ----- | ------- | ----- | ------- | ------- | --- | ------ |
| 2014 | Van Amersfoort Racing | SIL 1 DNF | SIL 2 5 | SIL 3 2 | HOC 1 DNF | HOC 2 DNS | HOC 3 1 | PAU 1 3 | PAU 2 DNF | PAU 3 DNF | HUN 1 DNF | HUN 2 16 | HUN 3 4 | SPA 1 | SPA 2 1 | SPA 3 1 | NOR 1 | NOR 2 1 | NOR 3 1 | MSC 1 3 | MSC 2 DNF | MSC 3 2 | RBR 1 5 | RBR 2 4 | RBR 3 12 | NÜR 1 | NÜR 2 DNF | NÜR 3 | IMO 1 DNF | IMO 2 | IMO 3 1 | HOC 1 | HOC 2 5 | HOC 3 6 | 3   | 411    |

## Formule 1-carrière

### Teams
| Jaar/Jaren   | Team                     |
| ------------ | ------------------------ |
| 2014         | Toro Rosso (testcoureur) |
| 2015 – 2016  | Toro Rosso               |
| 2016 – heden | Red Bull Racing          |

### Statistiek
Onderstaande tabel is bijgewerkt tot en met de Grand Prix van Hongarije 2025.
|                           | 2015 | 2016 | 2017 | 2018 | 2019 | 2020 | 2021 | 2022 | 2023 | 2024 | 2025  | Totaal           |
| ------------------------- | ---- | ---- | ---- | ---- | ---- | ---- | ---- | ---- | ---- | ---- | ----- | ---------------- |
| Aantal ingeschreven races | 19   | 21   | 20   | 21   | 21   | 17   | 22   | 22   | 22   | 24   | 13 *  | 222 (222 starts) |
| Aantal zeges              | 0    | 1    | 2    | 2    | 3    | 2    | 10   | 15   | 19   | 9    | 2 *   | 65               |
| Aantal pole-positions     | 0    | 0    | 0    | 0    | 2    | 1    | 10   | 7    | 12   | 8    | 4 *   | 44               |
| Aantal snelste rondes     | 0    | 1    | 1    | 2    | 3    | 3    | 6    | 5    | 9    | 3    | 1 *   | 34               |
| Aantal podiumplaatsen     | 0    | 7    | 4    | 11   | 9    | 11   | 18   | 17   | 21   | 14   | 5 *   | 117              |
| Aantal WK-punten          | 49   | 204  | 168  | 249  | 278  | 214  | 395½ | 454  | 575  | 437  | 185 * | 3208½            |
| Eindstand WK              | 12   | 5    | 6    | 4    | 3    | 3    | 1    | 1    | 1    | 1    | 3 *   |                  |

* Seizoen loopt nog.

### Formule 1-resultaten
| Kleur  | Resultaat                       |
| ------ | ------------------------------- |
| Goud   | Winnaar                         |
| Zilver | Tweede plaats                   |
| Brons  | Derde plaats                    |
| Groen  | Gefinisht (punten behaald)      |
| Blauw  | Gefinisht (geen punten behaald) |
| Blauw  | Niet geklasseerd (NC)           |
| Paars  | Uitgevallen (DNF)               |
| Rood   | Niet gekwalificeerd (DNQ)       |

| Kleur   | Resultaat                              |
| ------- | -------------------------------------- |
| Zwart   | Gediskwalificeerd (DSQ)                |
| Wit     | Niet gestart (DNS)                     |
| Blanco  | Gewond (INJ)                           |
| Blanco  | Uitgesloten (EX)                       |
| Blanco  | Teruggetrokken (WD) / Niet deelgenomen |
| 1, 2, 3 | Sprint positie (punten behaald)        |
| P       | Poleposition                           |
| S       | Snelste ronde                          |

| Jaar  | Inschrijving                 | Chassis          | Motor                         | 1       | 2       | 3        | 4       | 5       | 6        | 7       | 8       | 9       | 10         | 11       | 12      | 13      | 14        | 15      | 16      | 17       | 18      | 19     | 20     | 21      | 22      | 23     | 24    | Pos.  | Punten |
| ----- | ---------------------------- | ---------------- | ----------------------------- | ------- | ------- | -------- | ------- | ------- | -------- | ------- | ------- | ------- | ---------- | -------- | ------- | ------- | --------- | ------- | ------- | -------- | ------- | ------ | ------ | ------- | ------- | ------ | ----- | ----- | ------ |
| 2014  | Scuderia Toro Rosso          | Toro Rosso STR9  | Renault Energy F1-2014 1.6 V6 | AUS 0   | MAL 0   | BHR 0    | CHN 0   | SPA 0   | MON 0    | CAN 0   | OOS 0   | GBR 0   | DUI 0      | HON 0    | BEL 0   | ITA 0   | SIN 0     | JPN TC  | RUS 0   | VST TC   | BRA TC  | ABU 0  |        |         |         |        |       | –     | –      |
| 2015  | Scuderia Toro Rosso          | Toro Rosso STR10 | Renault Energy F1-2015 V6     | AUS DNF | MAL 7   | CHN 17†  | BHR DNF | SPA 11  | MON DNF  | CAN 15  | OOS 8   | GBR DNF | HON 4      | BEL 8    | ITA 12  | SIN 8   | JPN 9     | RUS 10  | VST 4   | MEX 9    | BRA 9   | ABU 16 |        |         |         |        |       | 12    | 49     |
| 2016  | Scuderia Toro Rosso          | Toro Rosso STR11 | Ferrari 060 V6                | AUS 10  | BHR 6   | CHN 8    | RUS DNF |         |          |         |         |         |            |          |         |         |           |         |         |          |         |        |        |         |         |        |       | 5     | 204    |
| 2016  | Red Bull Racing              | Red Bull RB12    | TAG Heuer F1-2016 V6          |         |         |          |         | SPA 1   | MON DNF  | CAN 4   | EUR 8   | OOS 2   | GBR 2      | HON 5    | DUI 3   | BEL 11  | ITA 7     | SIN 6   | MAL 2   | JPN 2    | VST DNF | MEX 4  | BRA 3S | ABU 4   |         |        |       | 5     | 204    |
| 2017  | Red Bull Racing              | Red Bull RB13    | TAG Heuer F1-2017 V6          | AUS 5   | CHN 3   | BHR DNF  | RUS 5   | SPA DNF | MON 5    | CAN DNF | AZE DNF | OOS DNF | GBR 4      | HON 5    | BEL DNF | ITA 10  | SIN DNF   | MAL 1   | JPN 2   | VST 4    | MEX 1   | BRA 5S | ABU 5  |         |         |        |       | 6     | 168    |
| 2018  | Aston Martin Red Bull Racing | Red Bull RB14    | TAG Heuer F1-2018 V6          | AUS 6   | BHR DNF | CHN 5    | AZE DNF | SPA 3   | MON 9S   | CAN 3S  | FRA 2   | OOS 1   | GBR 15†    | DUI 4    | HON DNF | BEL 3   | ITA 5     | SIN 2   | RUS 5   | JPN 3    | VST 2   | MEX 1  | BRA 2  | ABU 3   |         |        |       | 4     | 249    |
| 2019  | Aston Martin Red Bull Racing | Red Bull RB15    | Honda RA619H V6               | AUS 3   | BHR 4   | CHN 4    | AZE 4   | SPA 3   | MON 4    | CAN 5   | FRA 4   | OOS 1S  | GBR 5      | DUI 1S   | HON 2PS | BEL DNF | ITA 8     | SIN 3   | RUS 4   | JPN DNF  | MEX 6   | VST 3  | BRA 1P | ABU 2   |         |        |       | Brons | 278    |
| 2020  | Aston Martin Red Bull Racing | Red Bull RB16    | Honda RA620H V6               | OOS DNF | STI 3   | HON 2    | GBR 2S  | 70J 1   | SPA 2    | BEL 3   | ITA DNF | TOS DNF | RUS 2      | EIF 2S   | POR 3   | EMI DNF | TUR 6     | BHR 2S  | SAK DNF | ABU 1P   |         |        |        |         |         |        |       | Brons | 214    |
| 2021  | Red Bull Racing Honda        | Red Bull RB16B   | Honda RA621H V6               | BHR 2P  | EMI 1   | POR 2    | SPA 2S  | MON 1   | AZE 18†S | FRA 1PS | STI 1P  | OOS 1PS | GBR *1DNFP | HON 9    | BEL 1P‡ | NED 1P  | ITA 2DNFP | RUS 2   | TUR 2   | VST 1P   | MXS 1   | SAP *2 | QAT 2S | SAR 2   | ABU 1PS |        |       | Goud  | 395½   |
| 2022  | Oracle Red Bull Racing       | Red Bull RB18    | Red Bull RBPTH001             | BHR 19† | SAR 1   | AUS DNF  | EMI 1PS | MIA 1S  | SPA 1    | MON 3   | AZE 1   | CAN 1P  | GBR 7      | OOS 12PS | FRA 1   | HON 1   | BEL 1S    | NED 1PS | ITA 1   | SIN 7    | JPN 1P  | VST 1  | MXS 1P | SAP 46  | ABU 1P  |        |       | Goud  | 454    |
| 2023  | Oracle Red Bull Racing       | Red Bull RB19    | Honda RBPTH001                | BHR 1P  | SAR 2S  | AUS 1P   | AZE 32  | MIA 1S  | MON 1P   | SPA 1PS | CAN 1P  | OOS 1PS | GBR 1PS    | HON 1S   | BEL 1   | NED 1P  | ITA 1     | SIN 5   | JPN 1PS | QAT 21PS | VST 1   | MXS 1  | SAP 1P | LSV 1   | ABU 1PS |        |       | Goud  | 575    |
| 2024  | Oracle Red Bull Racing       | Red Bull RB20    | Honda RBPTH002                | BHR 1PS | SAR 1P  | AUS DNFP | JPN 1PS | CHN 1P  | MIA 12P  | EMI 1P  | MON 6   | CAN 1   | SPA 1      | OOS 15P  | GBR 2   | HON 5   | BEL 4     | NED 2   | ITA 6   | AZE 5    | SIN 2   | VST 13 | MXS 6  | SAP 41S | LSV 5   | QAT 81 | ABU 6 | Goud  | 437    |
| 2025* | Oracle Red Bull Racing       | Red Bull RB21    | Honda RBPTH003                | AUS 2   | CHN 34  | JPN 1P   | BHR 6   | SAR 2P  | MIA 4P   | EMI 1S  | MON 4   | SPA 10  | CAN 2      | OOS DNF  | GBR 5P  | BEL 14  | HON 9     | NED 0   | ITA 0   | AZE 0    | SIN 0   | VST 0  | MXS 0  | SAP 0   | LSV 0   | QAT 0  | ABU 0 | 3*    | 185*   |
| Jaar  | Inschrijving                 | Chassis          | Motor                         | 1       | 2       | 3        | 4       | 5       | 6        | 7       | 8       | 9       | 10         | 11       | 12      | 13      | 14        | 15      | 16      | 17       | 18      | 19     | 20     | 21      | 22      | 23     | 24    | Pos.  | Punten |

- † Uitgevallen maar wel geklasseerd omdat er meer dan 90% van de race-afstand werd afgelegd.
- *1 Winnaar van de sprintkwalificatie.
- *2 Tweede in de sprintkwalificatie.
- ‡ Halve punten werden toegekend tijdens de GP van België 2021 omdat er minder dan 75% van de wedstrijd was afgelegd door hevige regenval.
- * Seizoen loopt nog.

### Sprintoverwinningen
| Nr. | Grand Prix                      | Constructeur               |
| --- | ------------------------------- | -------------------------- |
| 1   | GP van Groot-Brittannië 2021    | Red Bull Racing-Honda      |
| 2   | GP van Emilia-Romagna 2022      | Red Bull Racing-RBPT       |
| 3   | GP van Oostenrijk 2022          | Red Bull Racing-RBPT       |
| 4   | GP van Oostenrijk 2023          | Red Bull Racing-Honda RBPT |
| 5   | GP van België 2023              | Red Bull Racing-Honda RBPT |
| 6   | GP van de Verenigde Staten 2023 | Red Bull Racing-Honda RBPT |
| 7   | GP van São Paulo 2023           | Red Bull Racing-Honda RBPT |
| 8   | GP van China 2024               | Red Bull Racing-Honda RBPT |
| 9   | GP van Miami 2024               | Red Bull Racing-Honda RBPT |
| 10  | GP van Oostenrijk 2024          | Red Bull Racing-Honda RBPT |
| 11  | GP van de Verenigde Staten 2024 | Red Bull Racing-Honda RBPT |
| 12  | GP van België 2025              | Red Bull Racing-Honda RBPT |

### Formule 1-records
Voor meer details over de records van Verstappen zie ook deze recordlijst.
| Leeftijd                                                                     | Leeftijd           | Leeftijd | Leeftijd      |
| Record                                                                       | Record             | Wanneer behaald | Ref.          |
| ---------------------------------------------------------------------------- | ------------------ | --- | ------------- |
| Jongste coureur die tijdens een Grand Prix-weekeinde in actie komt           | 17 jaar, 3 dagen   | Grand Prix van Japan 2014 | [ 65 ]        |
| Jongste coureur die in een Grand Prix start                                  | 17 jaar, 166 dagen | Grand Prix van Australië 2015 | [ 66 ]        |
| Jongste coureur die WK-punten behaalt                                        | 17 jaar, 180 dagen | Grand Prix van Maleisië 2015 | [ 67 ]        |
| Jongste coureur op het podium                                                | 18 jaar, 228 dagen | Grand Prix van Spanje 2016 | [ 67 ]        |
| Jongste coureur die een Grand Prix wint                                      | 18 jaar, 228 dagen | Grand Prix van Spanje 2016 | [ 67 ]        |
| Jongste coureur die een Grand Slam behaalt                                   | 23 jaar, 277 dagen | Grand Prix van Oostenrijk 2021 | [ 67 ]        |
| Overwinningen                                                                |                    | |               |
| Record                                                                       | Record             | Wanneer behaald | Ref.          |
| Meeste overwinningen in één seizoen                                          | 19                 | 2023 | [ 68 ]        |
| Hoogste percentage winst in één seizoen                                      | 86,36%             | 2023 | [ 69 ]        |
| Meeste overwinningen op rij                                                  | 10                 | Grand Prix van Miami 2023 – Grand Prix van Italië 2023                                                                                                  | [ 70 ] [ 71 ] |
| Meeste overwinningen in één kalendermaand                                    | 4 *1               | Juli 2023: Grand Prix van Oostenrijk 2023 – Grand Prix van België 2023                                                                                  |               |
| Meeste overwinningen vóór eerste poleposition                                | 7 *2               | GP van Spanje 2016, GP van Maleisië 2017, GP van Mexico 2017, GP van Oostenrijk 2018, GP van Mexico 2018, GP van Oostenrijk 2019, GP van Duitsland 2019 | [ 72 ]        |
| Meeste achtereenvolgende overwinningen vanaf poleposition                    | 18                 | Grand Prix van Nederland 2022 – Grand Prix van Saoedi-Arabië 2024                                                                                       | [ 73 ]        |
| Meeste overwinningen vanaf poleposition in één seizoen                       | 12                 | 2023 | [ 73 ]        |
| Meeste overwinningen niet startend vanaf poleposition in één seizoen         | 9                  | 2022 | [ 74 ]        |
| Overwinningen vanaf meeste verschillende startplekken                        | 10                 | Grand Prix van São Paulo 2024 | [ 61 ]        |
| Overwinningen vanaf meeste verschillende startplekken in één seizoen         | 7                  | 2022 | [ 74 ]        |
| Meeste overwinningen in één land in één seizoen                              | 3                  | 2023 in de Verenigde Staten | [ 73 ]        |
| Podia                                                                        |                    | |               |
| Record                                                                       | Record             | Wanneer behaald | Ref.          |
| Meeste podia in één seizoen                                                  | 21                 | 2023 | [ 75 ]        |
| Meeste achtereenvolgende eerste en tweede plaatsen                           | 15 *3              | Grand Prix van Abu Dhabi 2022 – Grand Prix van Italië 2023                                                                                              | [ 73 ]        |
| Polepositions                                                                |                    | |               |
| Record                                                                       | Record             | Wanneer behaald | Ref.          |
| Meeste opeenvolgende polepositions                                           | 8 *4               | Grand Prix van Emilia-Romagna 2024 | [ 76 ]        |
| Meeste opeenvolgende polepositions vanaf begin van het seizoen               | 7 *5               | Grand Prix van Emilia-Romagna 2024 | [ 76 ]        |
| Punten                                                                       |                    | |               |
| Record                                                                       | Record             | Wanneer behaald | Ref.          |
| Meeste punten op rij                                                         | 1055               | Grand Prix van Emilia-Romagna 2022 – Grand Prix van Saoedi-Arabië 2024                                                                                  | [ 77 ]        |
| Meeste punten in één seizoen                                                 | 575                | 2023 | [ 78 ]        |
| Hoogste percentage punten in één seizoen                                     | 92,74%             | 2023 | [ 79 ]        |
| Hoogste puntengemiddelde per gestarte race                                   | 14,45 *            | Grand Prix van Australië 2015 – Grand Prix van Oostenrijk 2025 *                                                                                        | [ 80 ]        |
| Hoogste puntengemiddelde per gestarte race in één seizoen                    | 26,14              | 2023 |               |
| Grootste puntenverschil tussen nummer 1 en 2 in het kampioenschap            | 290                | 2023 | [ 81 ]        |
| Grootste percentage puntenverschil tussen nummer 1 en 2 in het kampioenschap | 50,43%             | 2023 | [ 77 ]        |
| Aan de leiding                                                               |                    | |               |
| Record                                                                       | Record             | Wanneer behaald | Ref.          |
| Meeste rondes aan de leiding in één seizoen                                  | 1003               | 2023 | [ 82 ]        |
| Hoogste percentage rondes aan de leiding in één seizoen                      | 75,70%             | 2023 | [ 83 ]        |
| Meeste kilometers aan de leiding in één seizoen                              | 4914               | 2023 | [ 84 ]        |
| Meeste races aan de leiding gereden in één seizoen                           | 20                 | 2023 | [ 85 ]        |
| Sprint records                                                               |                    | |               |
| Record                                                                       | Record             | Wanneer behaald | Ref.          |
| Meeste Sprint-overwinningen                                                  | 12 *               | Grand Prix van België 2025 * | [ 86 ]        |
| Hoogste percentage Sprint-overwinningen                                      | 57,14% *           | Grand Prix van België 2025 * | [ 86 ]        |
| Meeste Sprint-overwinningen in één seizoen                                   | 4                  | 2023, 2024 | [ 77 ]        |
| Meeste Sprint-polepositions                                                  | 9 *                | Grand Prix van de Verenigde Staten 2024 * | [ 87 ]        |
| Meeste snelste rondes tijdens Sprint                                         | 8 *                | Grand Prix van de Verenigde Staten 2024 * | [ 88 ]        |
| Meeste punten behaald tijdens Sprints                                        | 125 *              | Grand Prix van België 2025 * | [ 89 ]        |
| Hoogste percentage punten tijdens Sprints                                    | 81,70% *           | Grand Prix van België 2025 * |               |
| Meeste Sprint-podia                                                          | 17 *               | Grand Prix van België 2025 * | [ 90 ]        |
| Meeste rondes aan de leiding tijdens Sprints                                 | 215 *              | Grand Prix van België 2025 * | [ 91 ]        |
| Overige records                                                              |                    | |               |
| Record                                                                       | Record             | Wanneer behaald | Ref.          |
| Grootste puntenachterstand omgebogen om wereldkampioen te worden             | 46                 | 2022 |               |
| Laagste gemiddelde snelheid door winnende coureur                            | 53,583 km/u        | Grand Prix van Japan 2022 | [ 92 ]        |
| Meeste pitstops door een winnende coureur in één race                        | 6 *6               | Grand Prix van Nederland 2023 |               |
| Wereldkampioen met nog de meeste races te gaan in het seizoen                | 6 *7               | 2023 | [ 93 ]        |
| Meeste hattricks (pole, winst en snelste ronde) in één seizoen               | 6                  | 2023: Spanje, Oostenrijk, Groot-Brittannië, Japan, Qatar en Abu Dhabi                                                                                   | [ 94 ] [ 95 ] |
| Hoogste percentage voltooide races in een seizoen                            | 100% *8            | 2023 | [ 77 ]        |
| Hoogste percentage voltooide rondes in een seizoen                           | 100% *9            | 2023 | [ 77 ]        |
| Meeste achtereenvolgende races als leider van het wereldkampioenschap        | 63                 | Grand Prix van Spanje 2022 – Grand Prix van Australië 2025                                                                                              | [ 96 ]        |
| Langste periode als kampioenschapsleider                                     | 1029 dagen         | Grand Prix van Spanje 2022 – Grand Prix van Australië 2025                                                                                              | [ 97 ]        |

* Reeks loopt nog.
Voetnoten
*1 Het record Meeste overwinningen per kalendermaand wordt gedeeld met Lewis Hamilton (juli 2016).

*2 Het record Meeste overwinningen vóór eerste poleposition wordt gedeeld met Jackie Stewart.

*3 Het record Meeste achtereenvolgende eerste en tweede plaatsen wordt gedeeld met Michael Schumacher.

*4 Het record Meeste achtereenvolgende pole positions wordt gedeeld met Ayrton Senna.

*5 Het record Meeste achtereenvolgende pole positions vanaf begin van het seizoen wordt gedeeld met Alain Prost (1993).

*6 Het record Meeste pitstops door een winnende coureur in één race wordt gedeeld met Jenson Button (Canada 2011).

*7 Het record Wereldkampioen met nog de meeste races te gaan in het seizoen wordt gedeeld met Michael Schumacher (2002).

*8 Het record Hoogste percentage voltooide races in een seizoen wordt gedeeld met meerdere coureurs.

*9 Het record Hoogste percentage voltooide rondes in een seizoen wordt gedeeld met Michael Schumacher (2002) en Lewis Hamilton (2019).

## Privé

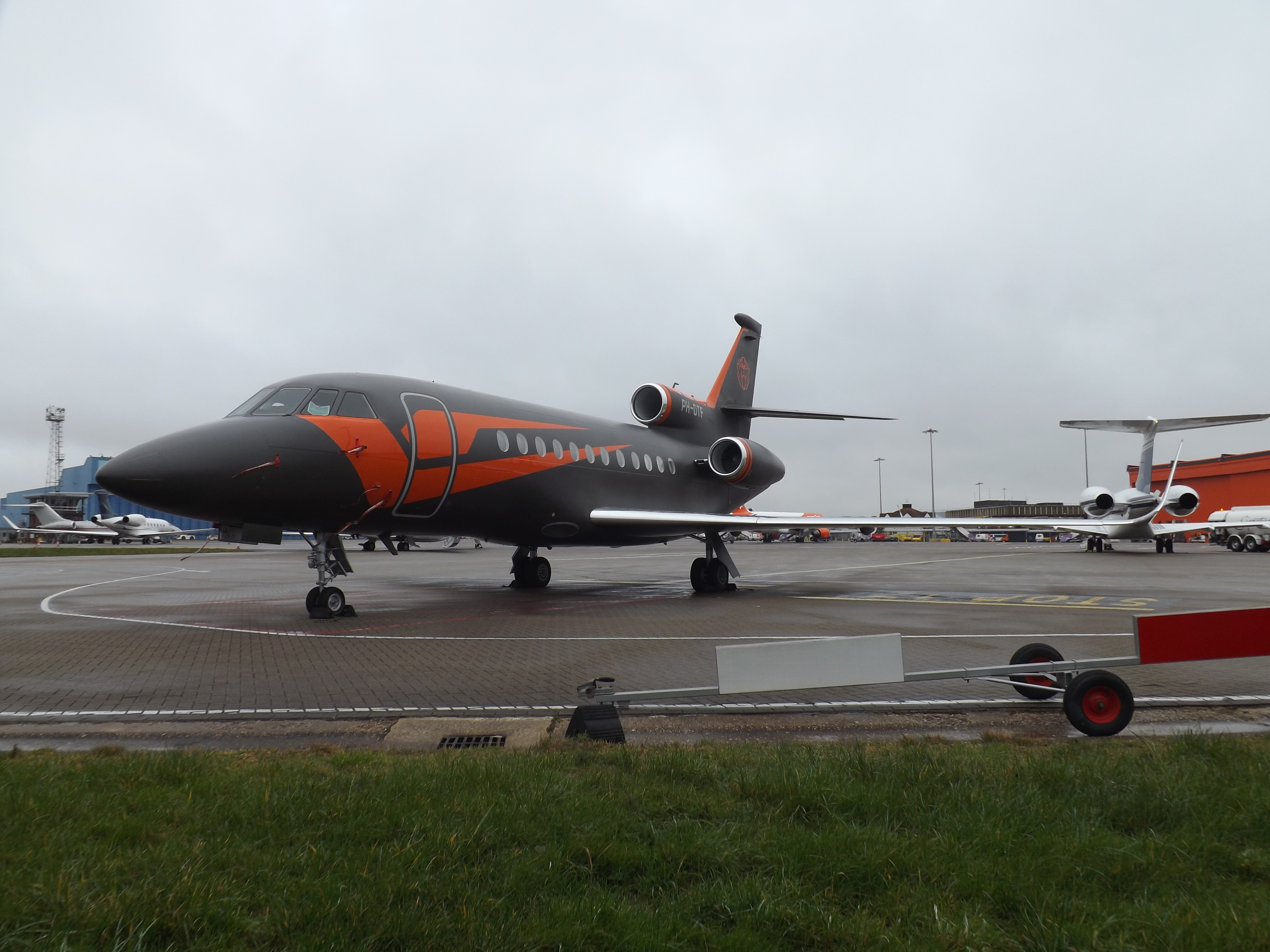
De voormalige privéjet van Verstappen, een Dassault Falcon 900EX

Verstappen is de zoon van de Nederlandse voormalig Formule 1-coureur Jos Verstappen, en de Belgische Sophie Kumpen, die vroeger op hoog niveau kartte. Verstappen heeft hierdoor vanaf zijn geboorte een dubbele nationaliteit. Na de echtscheiding van zijn ouders groeide hij op bij zijn vader. Verstappen heeft een zus, twee halfzussen en een halfbroer.
Verstappen heeft sinds 2020 een relatie met Kelly Piquet. Zij is de dochter van drievoudig Formule 1-kampioen Nelson Piquet sr. Met haar kreeg hij in april 2025 een dochter.
Verstappen is in het bezit van een zakenjet. Vanaf eind 2020 tot eind 2024 was dit een Dassault Falcon 900 met de registratie PH-DTF, die op naam staat van het Luxemburgse bedrijf Mavic Aviation, de bedrijfsnaam van Verstappen. Sinds begin 2025 een Falcon 8X met de registratie PH-UTL,
Verstappen is een groot fan van voetbal. Hij support de clubs PSV en FC Barcelona.
Hij staat ook bekend als een groot fan van het videospel FIFA en was een van de beste spelers wereldwijd in 2019.

## Onderscheidingen
- NOC*NSF Young Talent Award – 2014[110]
- FIA Action of the Year – 2014, 2015, 2016, 2019[111][112][113][114]
- FIA Personality of the Year – 2015, 2016, 2017[112][113][115]
- FIA Rookie of the Year – 2015[112]
- Lorenzo Bandini Trofee – 2016[116]
- Sportman van het jaar (Nederland) – 2016,[117] 2021,[118] 2022
- Laureus World Sports Awards – 2022
- Officier in de Orde van Oranje-Nassau – 2022[119]
- International Racing Driver Award – 2021, 2022, 2023[120]
- Time 100 Most Influential People – 2024[121]